# 9. Juli
Der 9. Juli ist der 190. Tag des gregorianischen Kalenders (der 191. in Schaltjahren), somit bleiben noch 175 Tage bis zum Jahresende.

## Ereignisse

### Politik und Weltgeschehen
- 0455: In Beaucaire wird Avitus zum weströmischen Kaiser bestimmt. Er kann auf Unterstützung durch den Westgotenkönig Theoderich II. zählen.
- 0721: In der Schlacht von Toulouse besiegt ein von Eudo von Aquitanien zusammengezogenes Heer aus dem Fränkischen Reich mehrere Tausend eingedrungene Sarazenen unter ihrem Anführer As-Samh ibn Mālik al-Chaulānī, der in dieser Schlacht fällt.

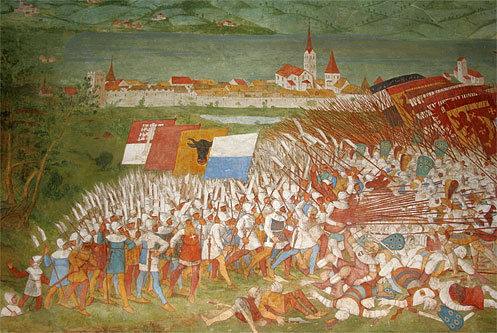
1386: Schlacht bei Sempach

- 1386: Die Schlacht bei Sempach endet mit dem Tod des Habsburgers Leopold III. und einem Sieg der Eidgenossen.
- 1553: In der Schlacht bei Sievershausen im Zweiten Markgrafenkrieg besiegt Kurfürst Moritz von Sachsen seinen ehemaligen Verbündeten Markgraf Albrecht Alcibiades von Brandenburg-Kulmbach und trägt damit wesentlich zum Zustandekommen des Augsburger Religionsfriedens bei. Er selbst stirbt in Folge der in der Schlacht erlittenen Wunden.

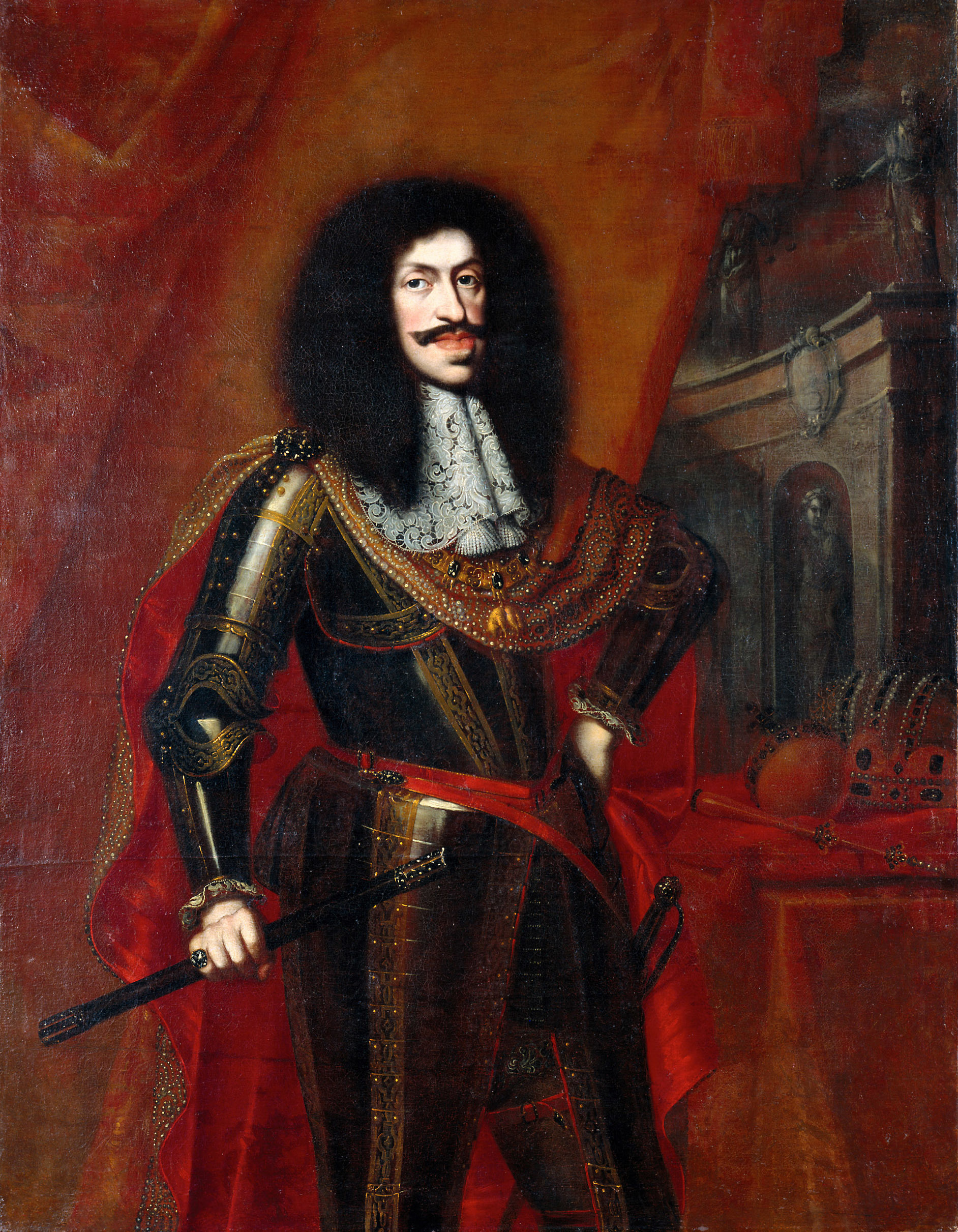
1686: Leopold I.

- 1686: Die auf Initiative Kaiser Leopolds I. gegründete Augsburger Liga versucht als Defensivbündnis der französischen Expansion an den Rhein unter Ludwig XIV. Einhalt zu gebieten.
- 1701: Eine kaiserliche Armee unter Prinz Eugen von Savoyen mit dem Auftrag die französischen Besatzungstruppen aus den kaiserlichen Lehen in Norditalien zu vertreiben, greift den französischen Marschall General Catinat in der Schlacht bei Carpi an. Damit beginnt ohne formelle Kriegserklärung der Spanische Erbfolgekrieg.
- 1755: Franzosen- und Indianerkrieg: In der Schlacht am Monongahela (auf dem Gebiet des heutigen Pittsburgh) fügt eine aus Indianern und einigen französischen Soldaten bestehende Truppe einem zahlenmäßig überlegenen britischen Heer eine vernichtende Niederlage zu.

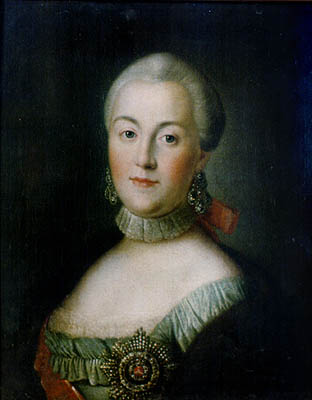
1762: Katharina II.

- 1762: Katharina II. wird nach einem Putsch ihrer Garden zur alleinigen Zarin Russlands ausgerufen, ihr außerhalb Sankt Petersburg weilender Gemahl, Zar Peter III., von der Entwicklung völlig überrascht.
- 1789: Die französische Nationalversammlung bezeichnet sich als Assemblée nationale constituante und beginnt mit dem Ausarbeiten einer Verfassung.
- 1796: Österreichische und französische Truppen liefern sich im Ersten Koalitionskrieg eine erbitterte Schlacht um die Gemeinde Malsch in der Markgrafschaft Baden. In der Schlacht bei Malsch wechselt die Ortschaft mehrfach den Besitzer, ehe die Franzosen sich zurückziehen.
- 1807: Der Diktatfrieden von Tilsit zwischen Kaiser Napoleon I. und König Friedrich-Wilhelm III. von Preußen beendet den Vierten Koalitionskrieg zwischen diesen beiden Ländern und stuft Preußen auf den Status einer europäischen Mittelmacht zurück.

1810: Königreich Holland

- 1810: Napoleon erklärt das Königreich Holland für aufgelöst und annektiert per Dekret die Niederlande als französisches Staatsgebiet.
- 1810: Die erste Belagerung von Ciudad Rodrigo endet in den Napoleonischen Kriegen auf der Iberischen Halbinsel mit der Einnahme der spanischen Stadt durch die belagernden Franzosen unter Marschall Michel Ney, die sich damit den Weg für die zweite Invasion Portugals öffnen.
- 1816: Das Vizekönigreich des Río de la Plata, das heutige Argentinien, erklärt im Kongress von Tucumán seine Unabhängigkeit von Spanien.
- 1860: In Damaskus kommt es im Christenviertel zu einem Massaker durch aufgewiegelte Muslime. Den von der Obrigkeit geduldeten Gewalttaten, die sich auch auf den folgenden Tag erstrecken, fallen insgesamt etwa 6000 Personen zum Opfer.

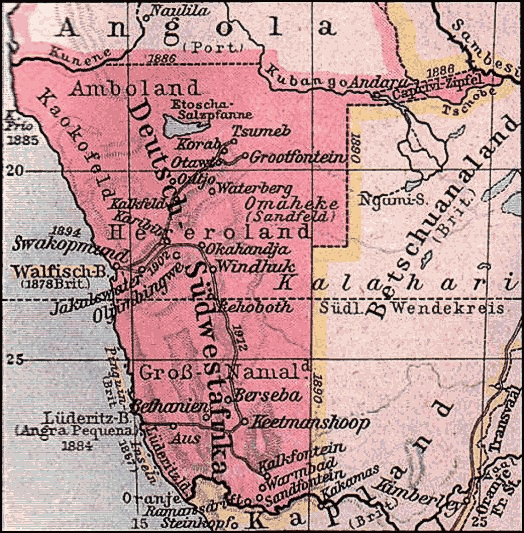
1915: Deutsch-Südwestafrika

- 1915: Die deutsche Kolonie Deutsch-Südwestafrika kapituliert im Ersten Weltkrieg vor den Südafrikanern.
- 1916: Das Handels-U-Boot Deutschland erreicht nach der ersten Atlantiküberquerung eines U-Boots Baltimore.
- 1925: Die Julirevolution in Ecuador beginnt.
- 1926: Mit dem Ziel der Wiedervereinigung Chinas startet die Kuomintang den Nordfeldzug gegen Warlords im Norden des Landes.
- 1932: Die deutsche Regierung unter Franz von Papen erreicht am Ende der Konferenz von Lausanne ein Ende der im Versailler Vertrag auferlegten Reparationszahlungen. Die Opposition im Reichstag empfindet das Verhandlungsergebnis als unzureichend.
- 1941: Die Kesselschlacht bei Białystok und Minsk während des Unternehmens Barbarossa im Zweiten Weltkrieg, die am 26. Juni begonnen hat, endet mit der Kapitulation der letzten Rotarmisten in Minsk.
- 1944: Die Schlacht um Saipan endet mit der Eroberung der Insel durch US-Truppen. Das japanische Kernland rückt damit in Reichweite konventioneller Bomber, was zum Sturz Premierminister Tōjōs wenige Tage später führt.

1945: Besatzungszonen in Österreich

- 1945: In Österreich wird das Abkommen der Alliierten über die vier Besatzungszonen geschlossen.
- 1945: Innerhalb der Sowjetischen Besatzungszone entstehen durch eine Verfügung der SMAD die Länder Mecklenburg-Vorpommern, Brandenburg (ehemals Provinz Brandenburg), Sachsen und Thüringen sowie das Land Sachsen-Anhalt (ehemals Provinz Sachsen).
- 1947: Der ehemalige Vergnügungsdampfer President Warfield läuft unter dem Kommando von Jossi Harel im Hafen von Sète in Südfrankreich ein, um möglichst unbemerkt 4.515 jüdische Flüchtlinge an Bord zu nehmen und diese im Rahmen der Alija Bet nach Palästina zu bringen.
- 1954: Die neu gegründete Bundesprüfstelle für jugendgefährdende Schriften setzt als erste Werke zwei Comics der Reihen Der kleine Sheriff und Jezab, der Seefahrer auf den Index.

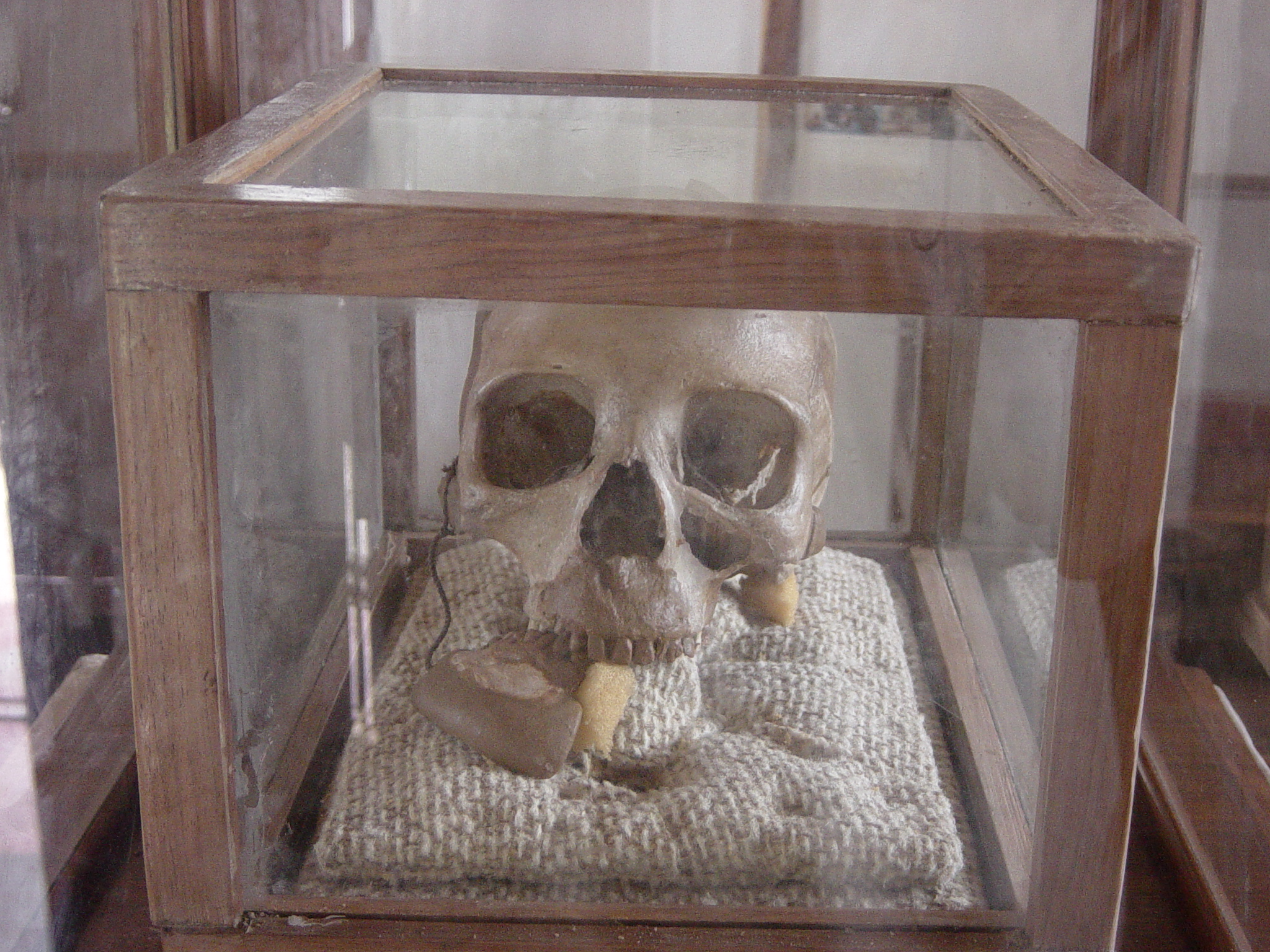
1954: Mkwawas Totenschädel

- 1954: Auf Veranlassung von Edward Twining wird der Totenschädel des 1898 verstorbenen Chief Mkwawa aus dem Bremer Überseemuseum an die britische Kolonie Tanganjika zurückgegeben und damit Artikel 246 des Versailler Vertrages nach 35 Jahren erfüllt.
- 1961: In der Türkei wird die neue Verfassung per Volksabstimmung angenommen.
- 1980: Der Nojeh-Coup, ein gegen die Führung der Islamischen Republik Iran geplanter Putsch, schlägt fehl.
- 1985: Im Glykolwein-Skandal warnt das deutsche Bundesgesundheitsministerium die Öffentlichkeit, österreichische Weine seien zum Teil mit dem Frostschutzmittel Diethylenglycol gepanscht.
- 1986: Der Siemens-Manager und Atomphysiker Karl Heinz Beckurts wird durch einen RAF-Bombenanschlag in Straßlach bei München getötet.
- 1999: Im Iran beginnen eine Woche lang andauernde, gewaltsame Proteste von Studierenden und Jugendlichen gegen die repressive Politik der Regierung.

2002: Flagge der Afrikanischen Union

- 2002: Die Organisation für Afrikanische Einheit löst sich auf. Nachfolgeorganisation wird die Afrikanische Union.
- 2004: Paul Klebnikov, Chefredakteur der russischen Ausgabe des Forbes wird von zwei unbekannten Tätern in Moskau erschossen.
- 2011: Die Republik Südsudan wird auf Basis des Naivasha-Abkommens zur Beendigung des südsudanesischen Sezessionskrieges vom Sudan unabhängig. Erster Präsident wird der im Vorjahr gewählte Salva Kiir Mayardit.

### Wirtschaft
- 1357: Kaiser Karl IV. legt in Prag den Grundstein für die Karlsbrücke.
- 1873: Das Deutsche Münzgesetz wird im Deutschen Reich verabschiedet. Es legt als Reichswährung die Mark, eingeteilt in 100 Pfennige, fest.

### Wissenschaft und Technik

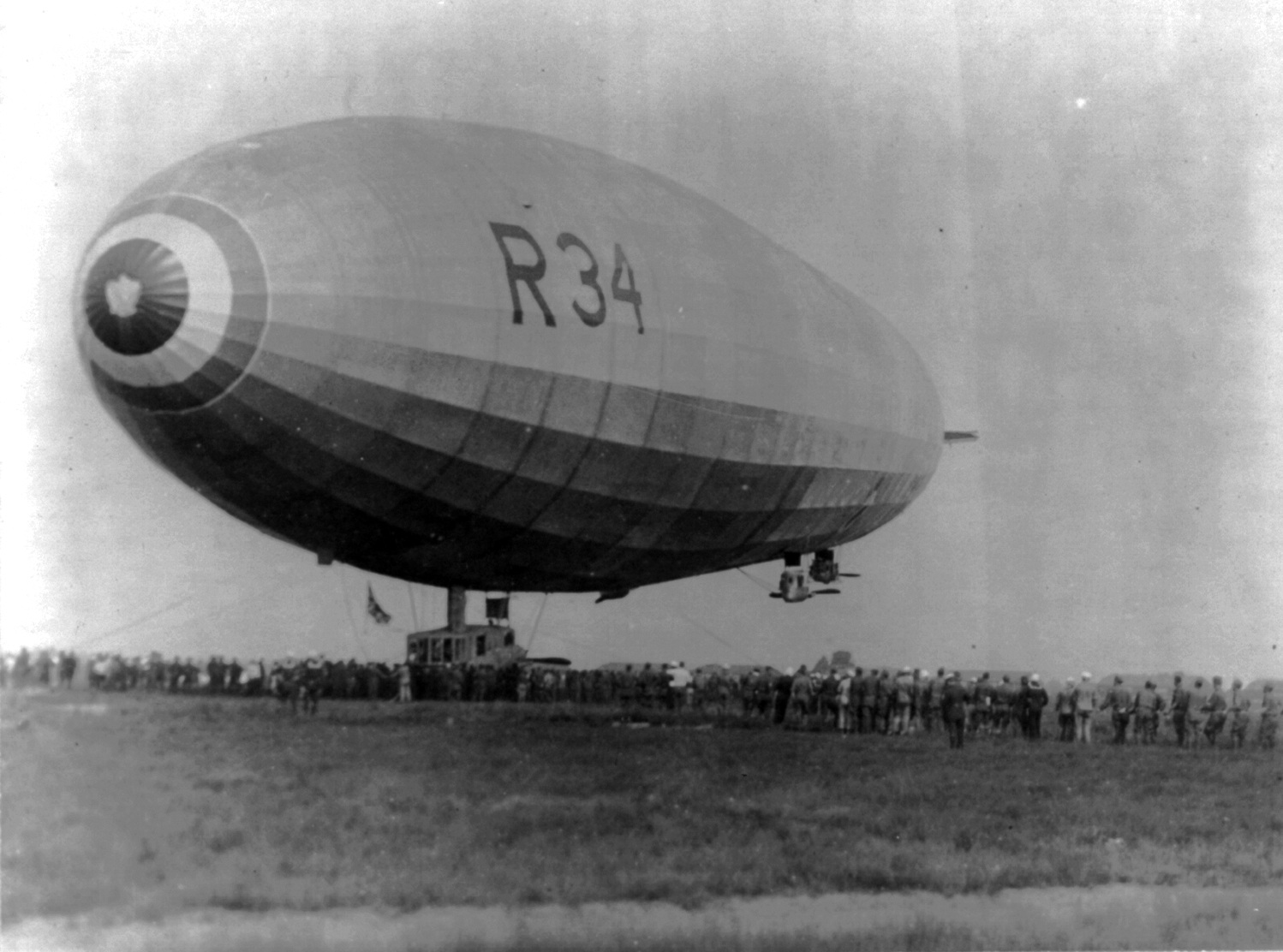
1919: R34

- 1919: Drei Tage nach seiner Ankunft in Mineola, New York, startet das britische Starrluftschiff R34 zu seinem Rückflug nach Europa. Es wird damit das erste Luftschiff, das den Atlantik in beide Richtungen überquert hat.
- 1955: Der Philosoph und Mathematiker Bertrand Russell veröffentlicht in London das von ihm und weiteren zehn Wissenschaftlern unterzeichnete Russell-Einstein-Manifest, das sich mit den Folgen eines Einsatzes von Kernwaffen beschäftigt.
- 1962: Die in etwa 400 km Höhe, 1150 km südwestlich von Hawaii ausgelöste Kernwaffen-Explosion Starfish Prime legt aufgrund des starken elektromagnetischen Pulses zahlreiche elektronische Geräte auf der nahen Erdoberfläche lahm.

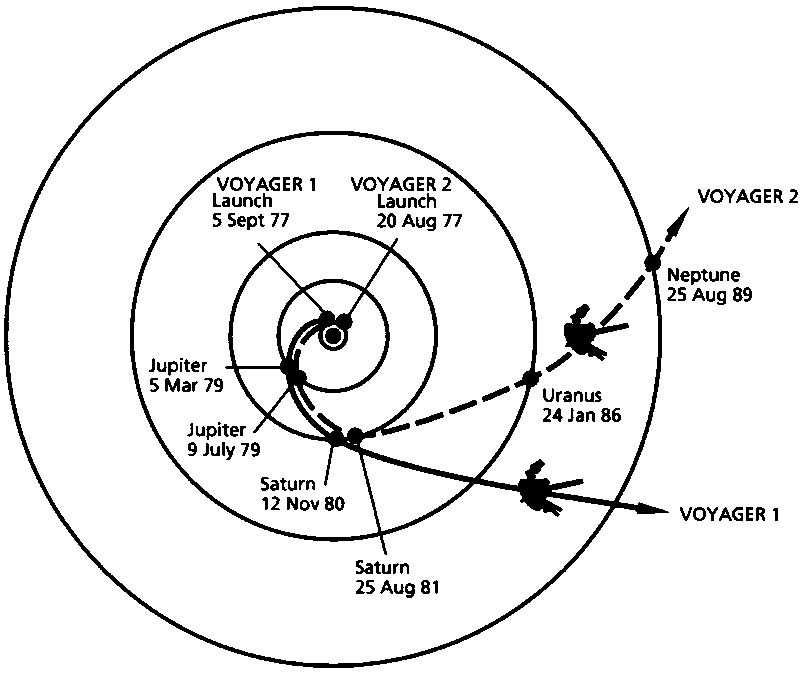
1979: Flugbahn der Voyager-Sonden

- 1979: Die amerikanische Raumsonde Voyager 2 fliegt am Jupiter vorbei und liefert viele Fotos des Planeten und seiner Monde.
- 1993: Die HGÜ-Kurzkupplung GKK Etzenricht zur Kopplung des deutschen und tschechischen Stromnetzes wird offiziell in Betrieb genommen.
- 2024: Die europäische Trägerrakete Ariane 6 startet um 19:00 UTC erstmals vom Weltraumbahnhof Guayana ins Weltall.

### Kultur
- 1831: Die Uraufführung der Oper Le Grand Prix ou Le Voyage à frais communs von Adolphe Adam findet an der Opéra-Comique in Paris statt.

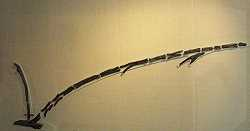
1927: Pflug von Walle

- 1927: Beim Torfstechen entdecken Jann Hanßen und sein Sohn Heye im ostfriesischen Walle den mindestens zweitausend Jahre alten Pflug von Walle.
- 1965: In Deutschland beginnt die Ausstrahlung der Fernsehserie Auf der Flucht mit David Janssen in der Rolle des Dr. Richard Kimble und Barry Morse als dessen Verfolger Lt. Philip Gerard.
- 1978: Die Uraufführung der Oper Lear von Aribert Reimann erfolgt an der Bayerischen Staatsoper in München.

### Gesellschaft
- 1540: Englands König Heinrich VIII. lässt die Ehe mit Anna von Kleve annullieren.
- 1864: In Großbritannien ereignet sich der erste Mord in einem Zug. Der Schneider Franz Muller gerät bald als Täter in Verdacht und wird später gehenkt.

### Religion

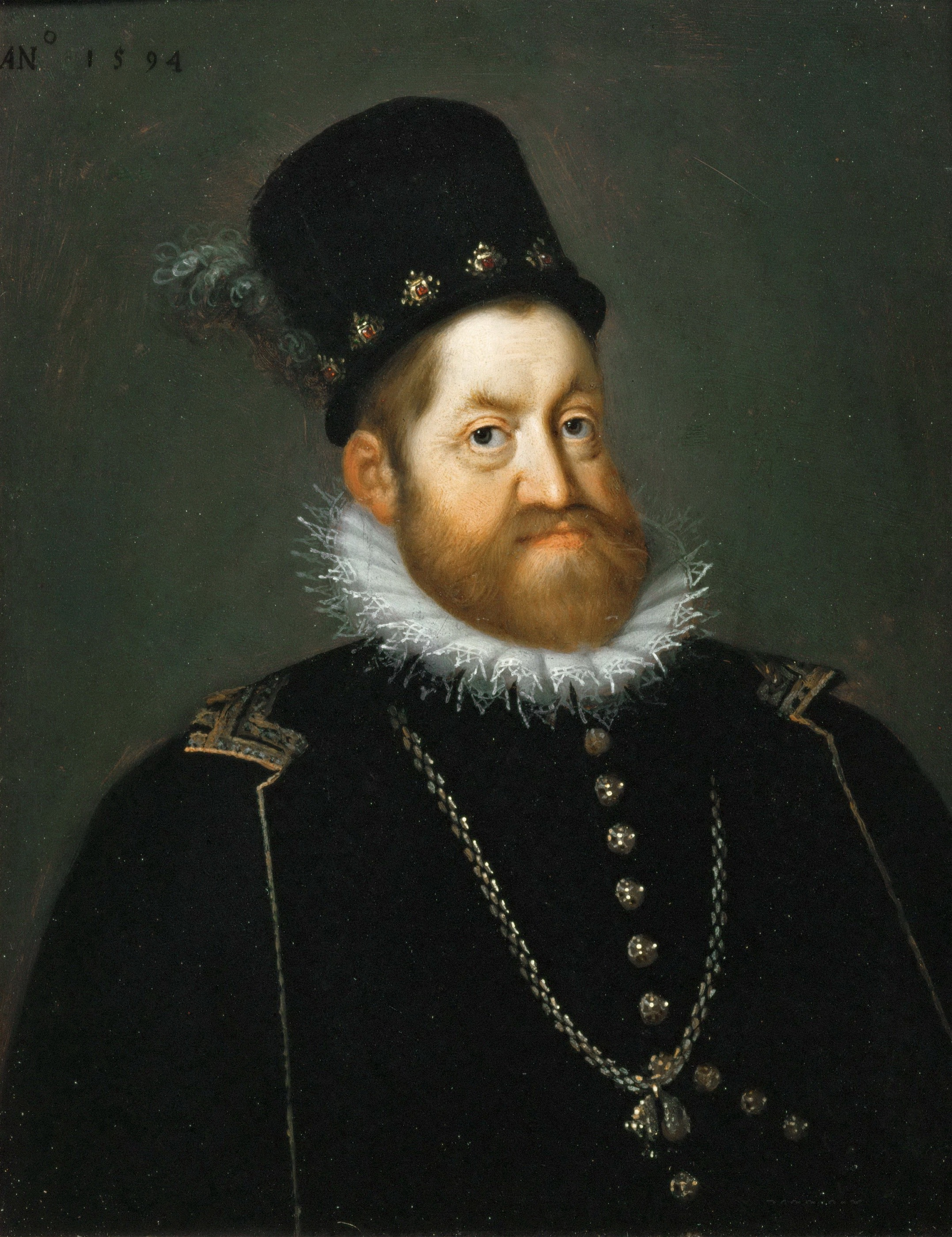
1609: Rudolf II.

- 1609: Kaiser Rudolf II. gewährt den Ständen Böhmens in einem Majestätsbrief die Religionsfreiheit.
- 1706: Die Deutschen Bartholomäus Ziegenbalg und Heinrich Plütschau landen mit ihrem Schiff Sophia in Tharangambadi, heute Tamil Nadu, Indien. Sie sind die ersten lutherischen Missionare in Südindien und begründen die Dänisch-Hallesche Mission (Tranquebar-Mission), die bis zum Jahr 1845 dort wirkt.

### Katastrophen
- 0869: Das Jōgan-Erdbeben löst an der japanischen Pazifikküste einen Tsunami aus, der vier Kilometer in das Inland vordringt und etwa 1000 Menschen tötet.
- 1930: Bei einem Kohlendioxid-Einbruch in der Wenceslaus-Grube in Niederschlesien sterben 151 Bergleute.
- 1982: New Orleans, USA. Eine Boeing 727 der Pan American Airways stürzt kurz nach dem Start ab. Alle 145 Menschen an Bord und 8 Anwohner kommen dabei ums Leben.
- 1994: Durch Hochwasser, das vom Hurrikan Alberto ausgelöst wurde, kommt es zu einem Dammbruch am Lake Blackshear (Flint River Dam) bei Warwick im Crisp County in Georgia, USA mit 15 Toten. Rund 25.000 Personen müssen ihre Häuser verlassen.
- 2006: Bei einem Flugzeugunglück in der Nähe der russischen Stadt Irkutsk sterben mindestens 120 Menschen.

Kleinere Unglücksfälle sind in den Unterartikeln von Katastrophe und in der Liste von Katastrophen aufgeführt.

### Sport
- 1867: Gründung des schottischen Fußballklubs Queen’s Park Football Club – einer der traditionsreichsten Fußballvereine Europas.
- 1877: Der All England Lawn Tennis and Croquet Club trägt zum ersten Mal das Tennisturnier von Wimbledon aus.
- 1922: Johnny Weissmüller schwimmt die 100 m Freistil in 58,6 Sekunden und benötigt damit als erster Mensch weniger als eine Minute für die Strecke.
- 1978: In Las Vegas gewinnt Larry Holmes seinen Boxkampf und damit die Weltmeisterschaft im Schwergewicht nach Version des WBC durch einen Punktsieg über Ken Norton; er soll den Titel mehr als fünf Jahre lang halten.
- 1989: Die deutschen Tennisspieler Steffi Graf und Boris Becker gewinnen innerhalb weniger Stunden die Einzelwettbewerbe der Wimbledon Championships.

2006: Logo der Fußball-WM

- 2006: Im Finale der Fußball-Weltmeisterschaft 2006 im Olympiastadion Berlin besiegt Italien die Französische Nationalmannschaft mit 5:3 im Elfmeterschießen.

Einträge von Leichtathletik-Weltrekorden befinden sich unter der jeweiligen Disziplin unter Leichtathletik.
Einträge zu Fußballweltmeisterschaftsspielen finden sich in den Unterseiten von Fußball-Weltmeisterschaft. Das Gleiche gilt für Fußball-Europameisterschaften.

## Geboren

### Vor dem 18. Jahrhundert

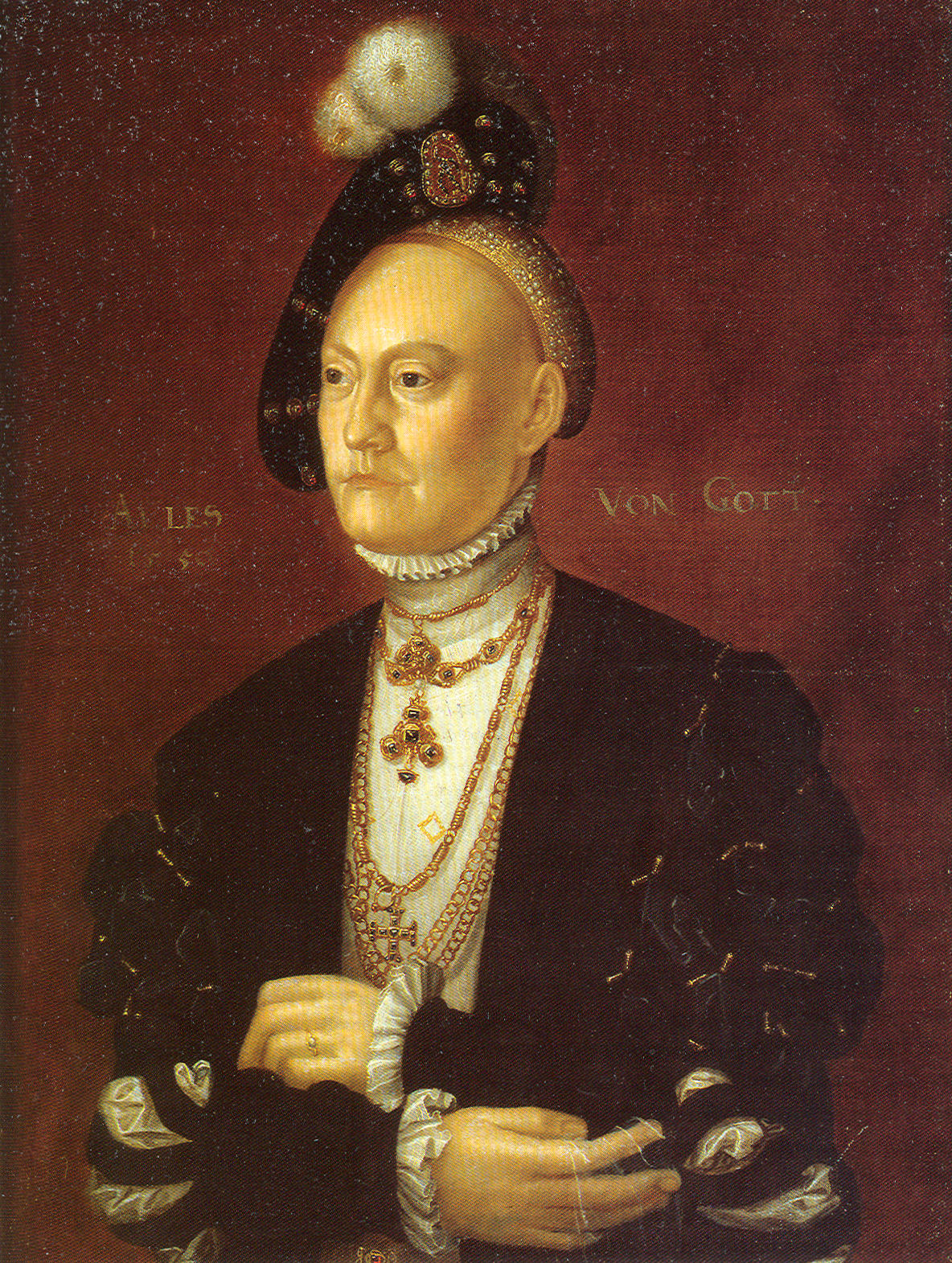
Dorothea von Sachsen-Lauenburg (* 1511)

- 1249: Kameyama, 90. Tennō von Japan
- 1458: Friedrich IV., nicht regierender Markgraf von Baden und Bischof von Utrecht
- 1511: Dorothea von Sachsen-Lauenburg, Königin von Dänemark und Norwegen
- 1530: Vratislav von Pernstein, böhmisch-mährischer Adliger und Oberstkanzler von Böhmen
- 1558: David Origanus, deutscher Arzt, Mathematiker und Astronom
- 1560: Karl Ludwig zu Sulz, kaiserlicher Feldzeugmeister und Hofkriegsratspräsident
- 1563: Orazio Gentileschi, italienischer Maler
- 1566: Johann Ernst, Herzog von Sachsen-Eisenach
- 1577: Thomas West, 3. Baron De La Warr, Gouverneur der englischen Kolonie Virginia

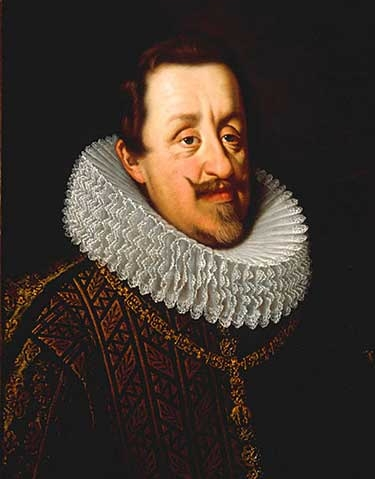
Ferdinand II. (* 1578)

- 1578: Ferdinand II., deutscher Kaiser
- 1592: Elisabeth zur Lippe, Äbtissin im Stift Freckenhorst
- 1612: Johann Balthasar Schneider, Gesandter des elsässischen Zehnstädtebundes bei den Verhandlungen zum Westfälischen Frieden
- 1645: Balthasar Adelmann, deutscher Jesuit und Lehrer
- 1646: Zeger Bernhard van Espen, niederländischer Kirchenjurist
- 1654: Reigen, 112. Tennō von Japan
- 1682: Johann Heinrich Müslin, Schweizer Pietist
- 1689: Alexis Piron, französischer Jurist und Schriftsteller
- 1695: Johann Ernst von Flörcke, deutscher Jurist
- 1697: Paolo Anesi, italienischer Landschaftsmaler
- 1698: Johann Christian Edelmann, deutscher Pietist, Frühaufklärer und Schriftsteller

### 18. Jahrhundert
- 1701: Jean-Frédéric Phélypeaux, comte de Maurepas, französischer Staatsmann
- 1713: John Newbery, englischer Verleger und Buchhändler, bekannt für seine Kinderbücher
- 1714: Valentin Dietloff von Arnim, preußischer Jurist
- 1745: Christian Gottlob Richter, deutscher Jurist, Hochschullehrer und Philologe
- 1746: Franziska Lang, deutsche Soubrette, Tänzerin und Schauspielerin
- 1747: Johann George Albrecht Bacmeister, deutscher Regierungsrat
- 1750: Bathilde d’Orléans, Herzogin von Bourbon, Prinzessin von Condé
- 1750: Thomas Posey, US-amerikanischer Politiker, Gouverneur des Indiana-Territoriums
- 1758: Dietrich Friedrich von Holstein, deutscher Offizier
- 1764: Ann Radcliffe, britische Schriftstellerin

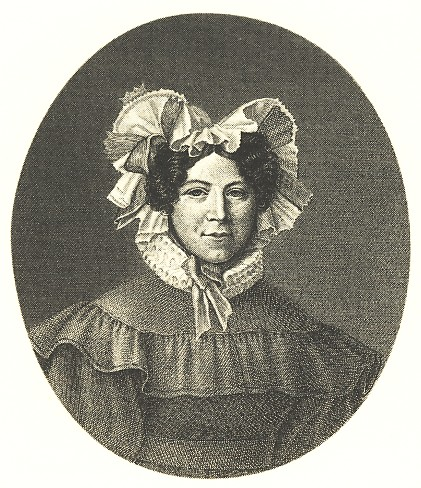
Johanna Schopenhauer (* 1766)

- 1766: Johanna Schopenhauer, deutsche Schriftstellerin
- 1770: Kaspar Maximilian Droste zu Vischering, deutscher römisch-katholischer Bischof
- 1770: Abner Lacock, US-amerikanischer Politiker
- 1777: Paavo Ruotsalainen, finnischer evangelisch-lutherischer Erweckungsprediger
- 1785: Elise Schleiden, deutsche Malerin
- 1791: Rudolph Bay, dänischer Komponist
- 1791: Friedrich Adolf Ebert, deutscher Bibliothekar und Bibliograph
- 1794: Gotthilf August von Maltitz, deutscher Schriftsteller
- 1799: Théophile Tilmant, französischer Geiger und Dirigent

### 19. Jahrhundert

#### 1801–1850

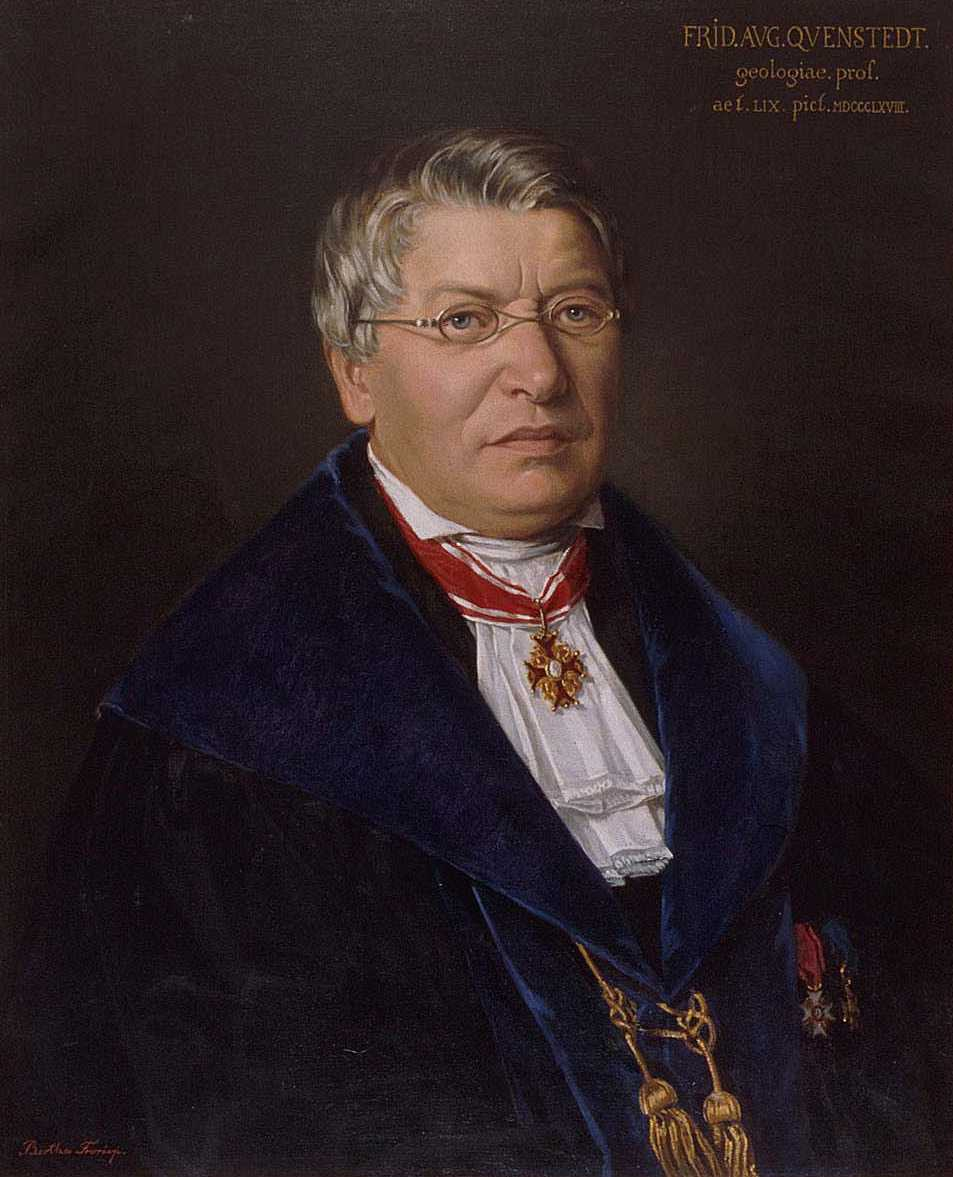
Friedrich August Quenstedt (* 1809)

- 1809: Friedrich August Quenstedt, deutscher Geologe, Paläontologe, Mineraloge und Kristallograph
- 1810ː Mathilde von Rohr, deutsche Stiftsdame und Briefpartnerin Theodor Fontanes
- 1815: Oran M. Roberts, US-amerikanischer Politiker
- 1819: Elias Howe, US-amerikanischer Fabrikant und Erfinder der Doppelstich-Nähmaschine
- 1825: Addison Crandall Gibbs, US-amerikanischer Politiker

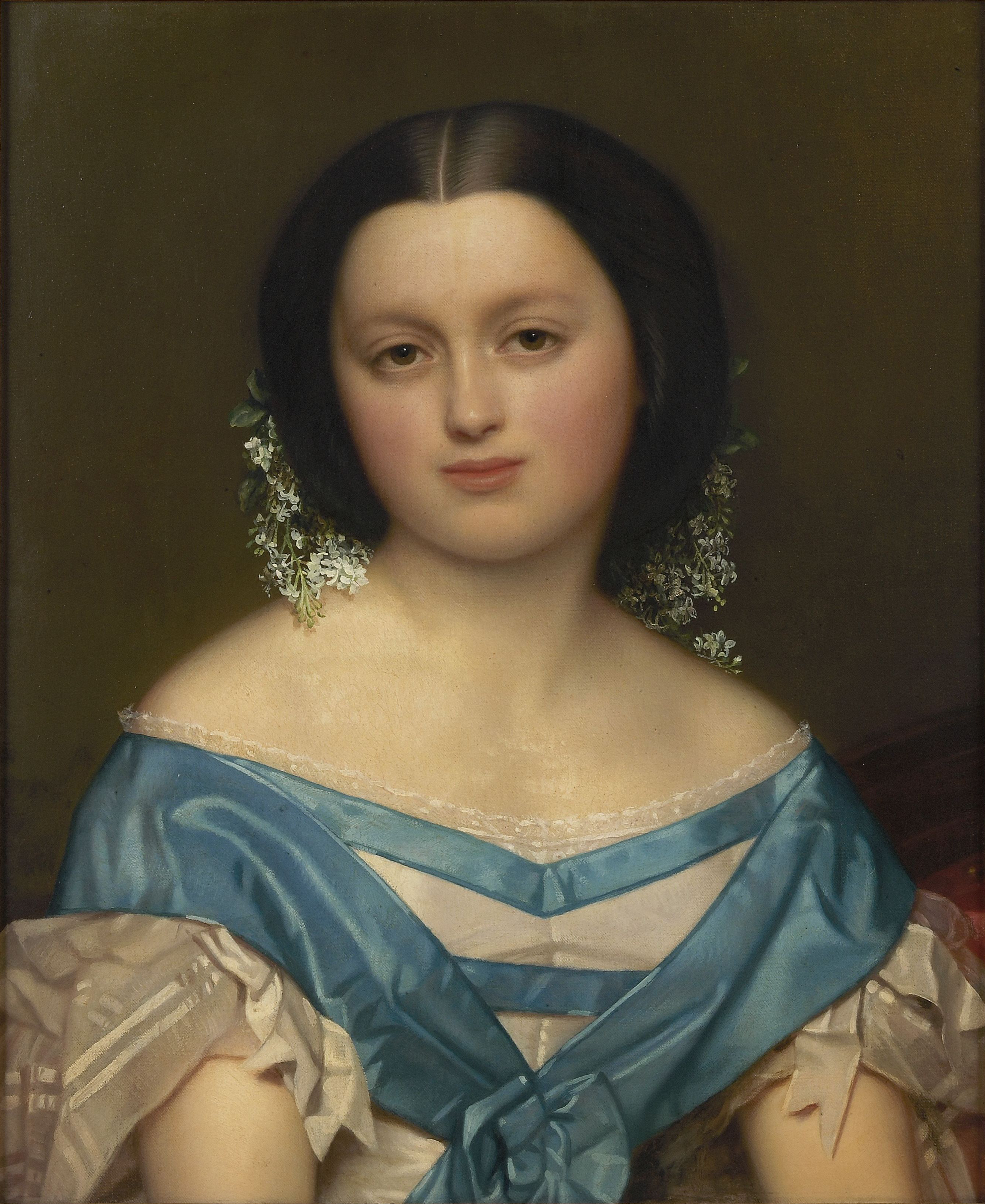
Henriëtte Mayer van den Bergh (* 1838)

- 1829: Robert Franklin Armfield, US-amerikanischer Politiker
- 1829: Ernest Pictet, Schweizer Bankier und Politiker
- 1831: Wilhelm His, in der Schweiz geborener Anatom und Entwicklungsbiologe
- 1833: Florence Marryat, englische Schriftstellerin
- 1834: Jan Neruda, tschechischer Journalist, Dichter und Schriftsteller
- 1835: William D. Bloxham, US-amerikanischer Politiker
- 1836: Camille de Renesse, belgischer Graf
- 1837: Henri Gonin, Schweizer evangelischer Missionar
- 1838: Henriëtte Mayer van den Bergh, belgische Kunstsammlerin, Mäzenatin und Kuratorin
- 1843: Ludwig Brunow, deutscher Bildhauer
- 1846: Augusto Silj, italienischer Jurist, Präfekt der Apostolischen Signatur, Kurienkardinal
- 1847: Nikolai von Astudin, russischer Landschaftsmaler
- 1847: Wong Fei Hung, chinesischer Arzt und Kampfkünstler
- 1850: Iwan Wasow, bulgarischer Schriftsteller, Historiker und Politiker

#### 1851–1900

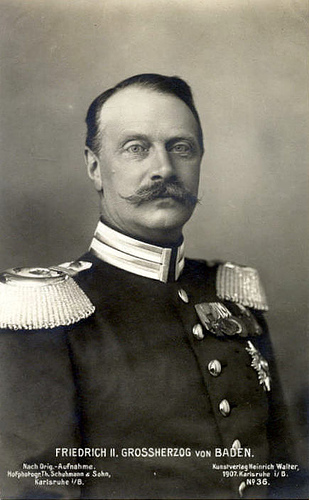
Friedrich II. (* 1857)

- 1857: Friedrich II., Großherzog von Baden
- 1858: Franz Boas, deutsch-amerikanischer Ethnologe
- 1859: Wilhelm Hallwachs, deutscher Physiker
- 1862: Carl Thiel, deutscher Musikpädagoge
- 1863: Siegfried Sudhaus, deutscher Altphilologe und Papyrologe
- 1867ː Terka Csillag, ungarische Schauspielerin, Holocaustopfer
- 1868: Gustav Noske, deutscher Politiker, Reichswehrminister
- 1874: Paul Johannes Schlesinger, österreichischer Politiker
- 1876: Johan Emil Hans Henningsen, grönländischer Landesrat
- 1879: Ottorino Respighi, italienischer Komponist
- 1882: Robert Oppenheim, deutscher Privatbankier
- 1883ː Jeanette Schocken, deutsche Kaufhausbesitzerin, Opfer der Shoa
- 1885: Gustav Ammann, Schweizer Landschaftsarchitekt
- 1885: Tor Andræ, schwedischer Religionshistoriker und Bischof
- 1885: Caius Welcker, niederländischer Fußballspieler
- 1887: Johannes Ackermanns, deutscher Kommunalpolitiker
- 1888: Kawaji Ryūkō, japanischer Lyriker
- 1889: Nikolai Nikolajewitsch Assejew, russischer Dichter und Literaturkritiker
- 1889: Jan Kok, niederländischer Fußballspieler

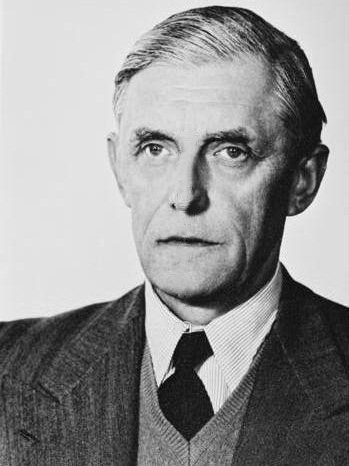
Fritz von Twardowski (* 1890)

- 1890: Fritz von Twardowski, deutscher Diplomat
- 1892: Eric Nares, britischer Offizier
- 1898: Johannes Sigfred Andersen, norwegischer Schmuggler, Verbrecher und Widerstandskämpfer
- 1899: Marion Ashmore, US-amerikanischer American-Football-Spieler
- 1900: Ida Ehre, deutsche Schauspielerin
- 1900: Hermann Freytag, deutscher Politiker
- 1900: Robert Oboussier, Schweizer Komponist und Musikkritiker

### 20. Jahrhundert

#### 1901–1925

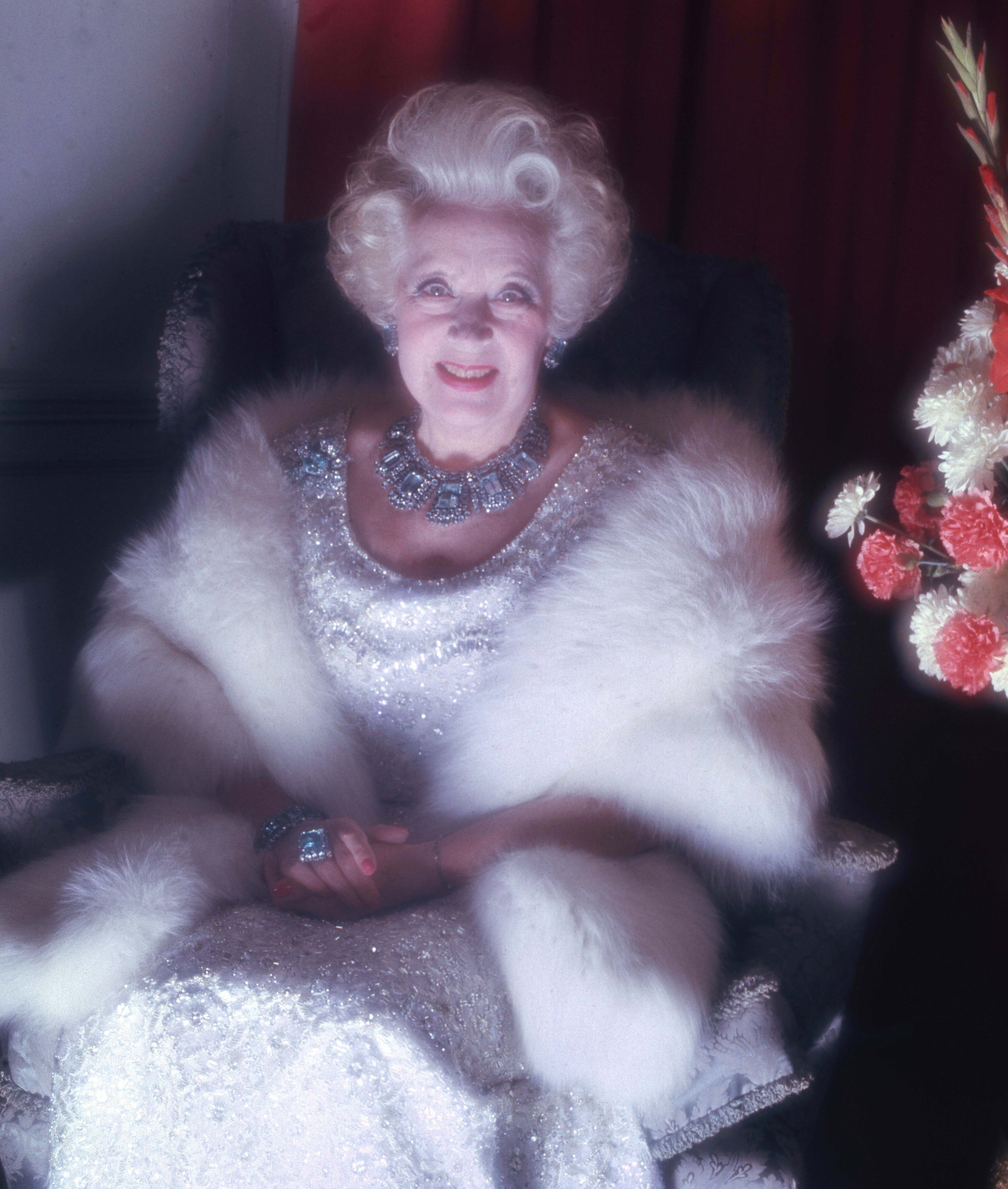
Barbara Cartland (* 1901)

- 1901: Barbara Cartland, britische Schriftstellerin
- 1901: Erich Rammler, deutscher Verfahrenstechniker
- 1902: Artemi Ajwasjan, armenischer Komponist, Dirigent und Cellist

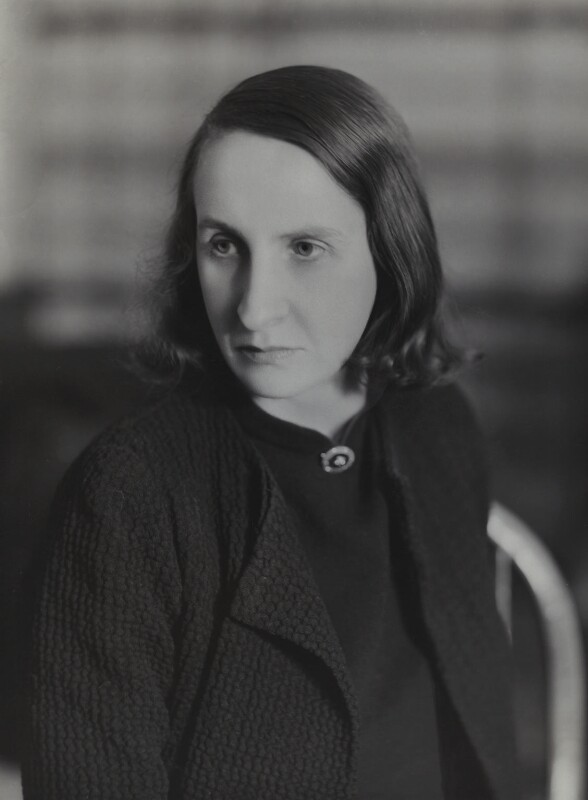
Elisabeth Lutyens (* 1906)

- 1902: Jutta Balk, deutsche Malerin, Mitbegründerin des städtischen Puppentheaters in Magdeburg
- 1904: Otto Wahl, deutscher Skilangläufer
- 1906: Luise Glowinski-Taubert, deutsche Malerin
- 1906: Elisabeth Lutyens, britische Komponistin
- 1906: Owen Phillips, belizischer Sportschütze
- 1907: Eddie Dean, US-amerikanischer Schauspieler und Country-Musiker

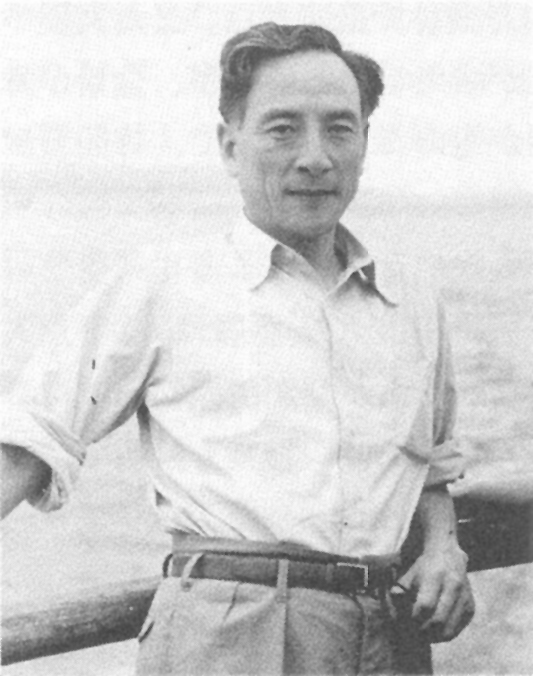
Takashi Asahina (* 1908)

- 1908: Takashi Asahina, japanischer Dirigent
- 1908: Horst Nitschmann, deutscher Brigadegeneral, Unterabteilungsleiter im Bundesnachrichtendienst
- 1908: Harald Reinl, deutscher Filmregisseur und Drehbuchautor
- 1908: Minor White, US-amerikanischer Fotograf
- 1909: David Frankfurter, deutscher Attentäter an Wilhelm Gustloff
- 1909: Max Klankermeier, deutscher Motorrad- und Automobilrennfahrer
- 1910: Herbert Berg, deutscher Automobilrennfahrer
- 1910: Govan Mbeki, südafrikanischer Politiker
- 1911: Tom Linton Anderson, kanadischer Eishockeyspieler und -trainer
- 1911: John Archibald Wheeler, US-amerikanischer Physiker
- 1913: Georg Picht, deutscher Philosoph, Theologe und Pädagoge

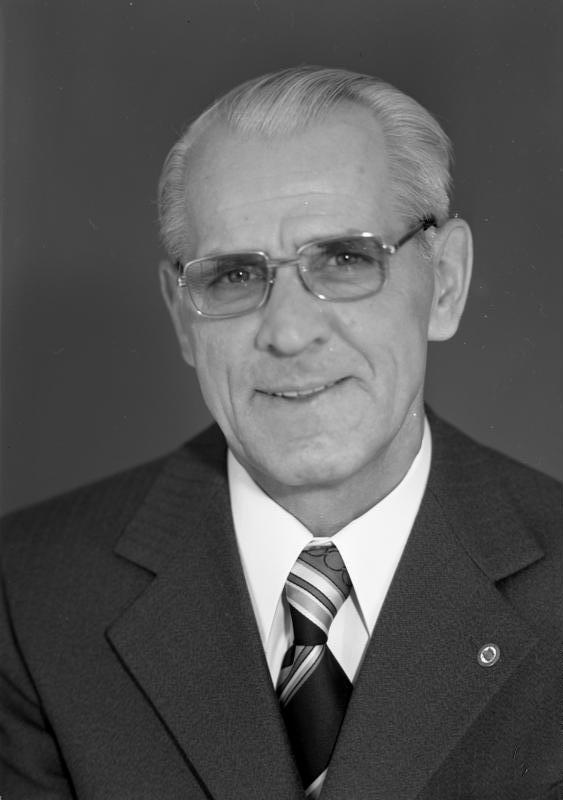
Willi Stoph (* 1914)

- 1914: Willi Stoph, deutscher Politiker, Vorsitzender des Ministerrates und des Staatsrats der DDR
- 1915: David Diamond, amerikanischer Komponist
- 1915: Alfred Orda, polnischer Opernsänger
- 1916: Edward Heath, britischer Premierminister
- 1917: Kay Aldridge, US-amerikanische Schauspielerin
- 1917: Ina Ender, deutsche Widerstandskämpferin, Vorführdame und eine der ersten deutschen Kriminalpolizistinnen
- 1917: Antonino Janner, Schweizer Diplomat
- 1918: Herbert Brün, deutsch-amerikanischer Musiktheoretiker und Komponist
- 1918: John Heath-Stubbs, britischer Dichter und Übersetzer
- 1918: Ōguri Hiroshi, japanischer Komponist und Hornist
- 1919: Max Nathan, deutscher Automobilrennfahrer
- 1920: Bill Edwards, US-amerikanischer American-Football-Spieler
- 1920: Dick Thompson, US-amerikanischer Automobilrennfahrer
- 1921: Hans-Joachim Reiche, deutscher Journalist
- 1922: Kathleen Booth, britische Informatikerin und Mathematikerin
- 1923: Kurt Asendorf, deutscher Autor und Heimatforscher
- 1923: Heinrich Gattermeyer, österreichischer Komponist und Musikpädagoge
- 1923: Julio Musimessi, argentinischer Fußballspieler
- 1924: Pierre Cochereau, französischer Komponist, Organist und Musikpädagoge
- 1924: André Guilhaudin, französischer Automobilrennfahrer
- 1924: Domenico Pace, italienischer Fechter
- 1925ː Nerina De Walderstein, italienische Widerstandskämpferin gegen den Nationalsozialismus
- 1925: Peter Ludwig, deutscher Unternehmer und Kunstsammler
- 1925ː Mary de Rachewiltz, italienisch-US-amerikanische Schriftstellerin und Übersetzerin

#### 1926–1950
- 1926: János Gosztonyi, ungarischer Schauspieler, Regisseur und Dramatiker
- 1926: Henri-Ferdinand Lavanchy, Schweizer Unternehmer, Gründer von Adecco

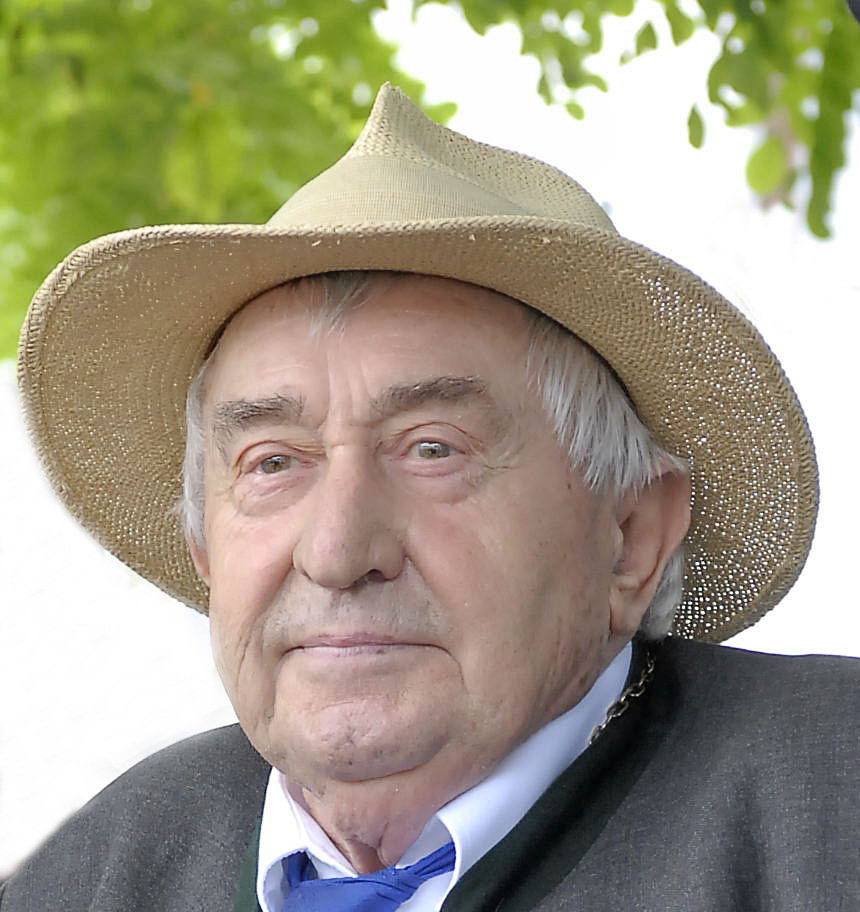
Georg Lohmeier (* 1926)

- 1926: Georg Lohmeier, deutscher Autor
- 1927: Ed Ames, US-amerikanischer Pop-Sänger und Schauspieler
- 1928: Federico Bahamontes, spanischer Radrennfahrer
- 1928: Winfred Gaul, deutscher Künstler
- 1928: Rolf Hennig, deutscher Sachbuchautor, Naturphilosoph und Publizist
- 1928: Kurt Anton Hueber, österreichischer Komponist und Pädagoge
- 1929: Hassan II., marokkanischer König
- 1929: Lee Hazlewood, US-amerikanischer Sänger, Songschreiber und Musikproduzent
- 1930: Sim Iness, US-amerikanischer Leichtathlet, Olympiasieger
- 1930: Elsa Lystad, norwegische Schauspielerin und Komikerin
- 1930: Patricia Newcomb, US-amerikanische Filmproduzentin und Publizistin
- 1931: Walentina Michailowna Borok, ukrainisch-sowjetische Mathematikerin
- 1932: Donald Rumsfeld, US-amerikanischer Politiker, Verteidigungsminister
- 1932: Amitzur Schapira, israelischer Leichtathletiktrainer
- 1933: Manfred Andrae, deutscher Schauspieler, Synchronsprecher und Dokumentarfilmer
- 1933: Arnfrid Astel, deutscher Lyriker
- 1933: Nodar Gabunia, georgischer Komponist und Pianist
- 1933: Elem Germanowitsch Klimow, russischer Regisseur
- 1933: Oliver Sacks, US-amerikanischer Neurologe und Autor
- 1933: Hedrick Smith, US-amerikanischer Journalist, Fernsehproduzent und Sachbuchautor britischer Herkunft
- 1934: Hansjörg Erny, Schweizer Moderator und Schriftsteller
- 1935: Wim Duisenberg, niederländischer Wirtschaftswissenschaftler, erster Präsident der Europäischen Zentralbank

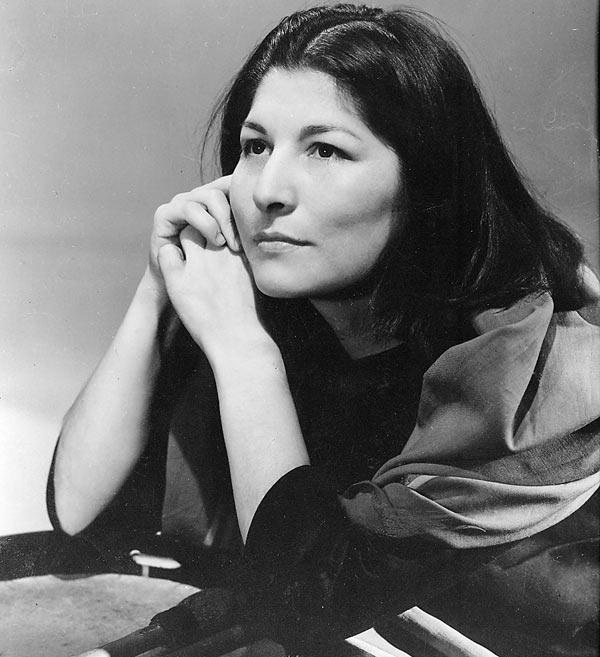
Mercedes Sosa (* 1935)

- 1935: Mercedes Sosa, argentinische Sängerin
- 1936: Helmut Ackermann, deutscher Grafiker und Maler
- 1937: Peter Beil, deutscher Musiker und Sänger
- 1937: David Hockney, britischer Künstler
- 1937: Peter Märthesheimer, deutscher Autor
- 1938: Brian Dennehy, US-amerikanischer Schauspieler
- 1938: Philippe Pottier, Schweizer Fußballspieler
- 1939: Branko Samarovski, österreichischer Schauspieler

Günter Tolar (* 1939)

- 1939: Günter Tolar, österreichischer Moderator, Schauspieler und Politiker
- 1940: Jair da Costa, brasilianischer Fußballspieler
- 1940: Inge Pohl, deutsche Politikerin
- 1941: Nancy Farmer, US-amerikanische Schriftstellerin
- 1941: Aiga Rasch, deutsche Illustratorin
- 1942: Richard Roundtree, US-amerikanischer Filmschauspieler
- 1942: Kirsten Hansen-Møller, dänische Schauspielerin
- 1942: Denis Payot, Schweizer Rechtsanwalt
- 1943: Gerd Althoff, deutscher Historiker
- 1943: František Ringo Čech, tschechischer Schlagzeuger, Sänger, Songschreiber, Schauspieler, Maler und Schriftsteller
- 1944: Jan Fryderyk Dobrowolski, polnischer Jazz-Pianist und Komponist
- 1944: Karl Menrad, deutscher Schauspieler
- 1945: Dean R. Koontz, US-amerikanischer Schriftsteller
- 1945: Erik van der Wurff, niederländischer Komponist, Pianist, Produzent, Dirigent und Arrangeur
- 1946: Mitch Mitchell, britischer Musiker
- 1946: Bon Scott, australischer Rocksänger (AC/DC)
- 1946: Dudley Wood, britischer Automobilrennfahrer
- 1947: O. J. Simpson, US-amerikanischer American-Football-Spieler
- 1948: Robert Gratzer, österreichischer Schriftsteller und Dramaturg, Journalist und Verleger
- 1949: Wolfgang Gaitzsch, deutscher Archäologe

#### 1951–1975
- 1951: Chris Cooper, US-amerikanischer Schauspieler
- 1951: Eugeniusz Knapik, polnischer Komponist, Pianist und Musikpädagoge
- 1952: Rodney Boll, kanadischer Sportschütze
- 1952: Hans Jürgen Fahn, deutscher Kommunalpolitiker
- 1952: David Macdonald, kanadischer Organist
- 1952: Bryan Saunders, kanadischer Sprinter
- 1953: Thomas Ligotti, US-amerikanischer Schriftsteller
- 1954: Germán Cáceres, salvadorianischer Komponist, Dirigent und Musikpädagoge
- 1954: Fred Kaspar, deutscher Volkskundler und Bauforscher
- 1954: Espen Søbye, norwegischer Philosoph und Literaturkritiker
- 1955: Lindsey Graham, US-amerikanischer Politiker

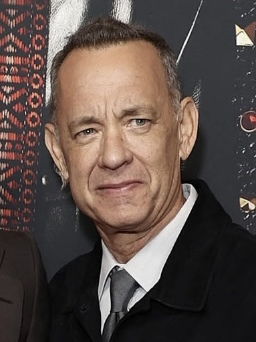
Tom Hanks (* 1956)

- 1956: Tom Hanks, US-amerikanischer Schauspieler, Oscar-Preisträger
- 1956: Christian Spatzek, österreichischer Schauspieler
- 1957: Jens Alder, dänisch-schweizerischer Manager
- 1957: Marc Almond, britischer Musiker
- 1957: Ardian Klosi, albanischer Publizist
- 1958: Joachim Kehl, deutscher Fußballspieler
- 1959: Jim Kerr, britischer Sänger (Simple Minds)
- 1959: Julius Meinl V., britischer Privatbankier
- 1959: Kevin Nash, US-amerikanischer Wrestler
- 1960: Dr. Motte, deutscher DJ, Mitgründer der Loveparade
- 1960: Wanda Vázquez Garced, puerto-ricanische Juristin und Gouverneurin
- 1961: Martin Halm, deutscher Schauspieler und Sprecher
- 1962: Uwe Tschiskale, deutscher Fußballspieler
- 1963: John Mark Ainsley, englischer Tenor
- 1963: Patrick Hürlimann, Schweizer Curler
- 1963: Vicki Vomit, deutscher Musiker und Komiker
- 1964: Frank Blanke, deutscher Eishockeytorwart
- 1964: Richard Brox, deutscher Autor und Blogger
- 1964: Joachim Eichhorn, deutscher Fußballspieler

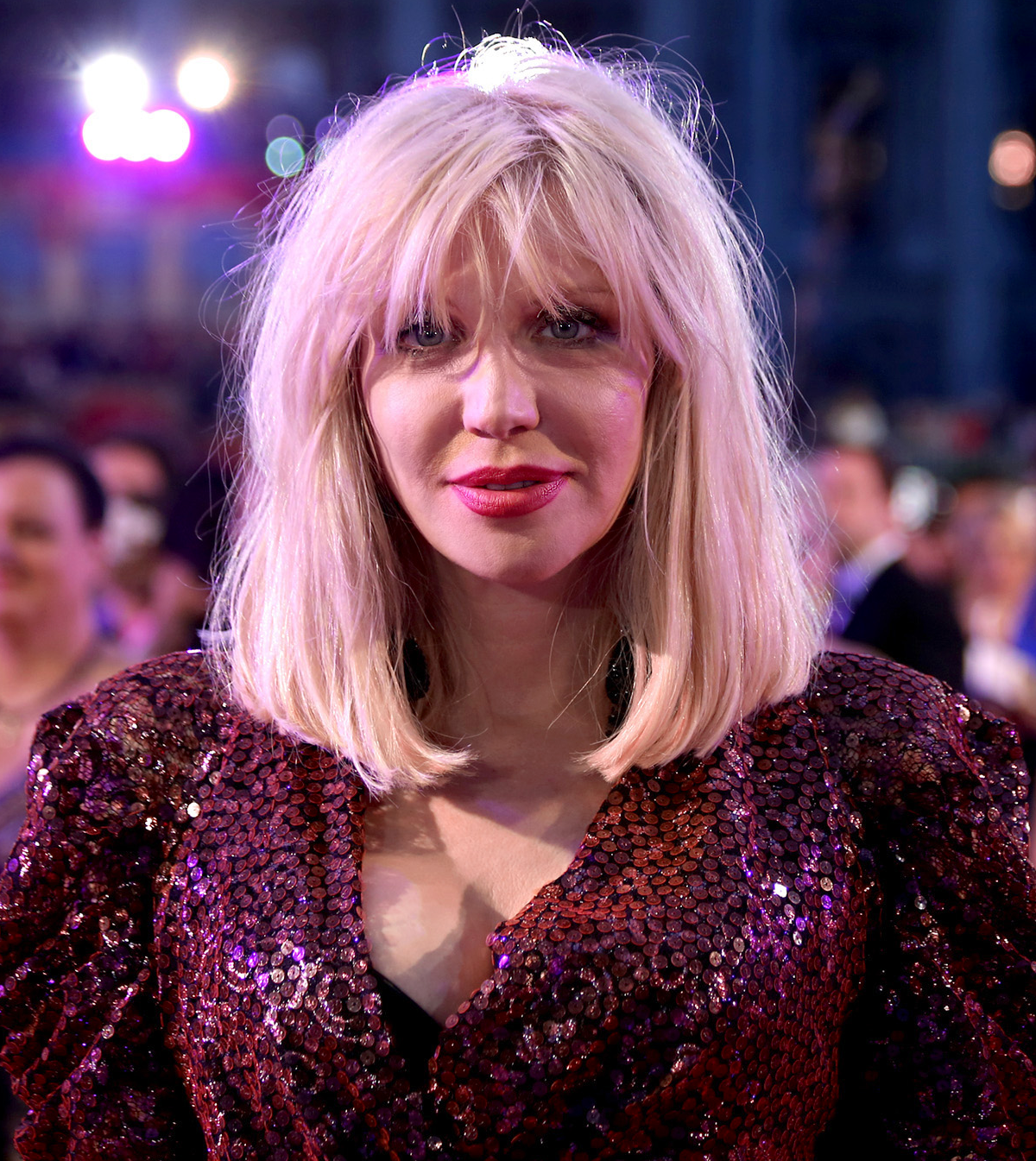
Courtney Love (* 1964)

- 1964: Courtney Love, US-amerikanische Sängerin und Schauspielerin
- 1964: Rainer Matsutani, deutscher Filmregisseur und Drehbuchautor
- 1964: Diana Nausėdienė, litauische Unternehmerin und Dozentin
- 1964: Gunter Prüller-Jagenteufel, österreichischer Theologe
- 1964: Stephan Schad, deutscher Schauspieler
- 1964: Mieczysław Szcześniak, polnischer Musiker
- 1964: Gianluca Vialli, italienischer Fußballspieler und -trainer
- 1964: Anna Vita, deutsche Tänzerin, Choreografin, Regisseurin und Tanzdozentin
- 1965: Patrizia Nanz, deutsche Politikwissenschaftlerin
- 1966: Pamela Adlon, US-amerikanische Schauspielerin und Synchronsprecherin
- 1966: Eric Melvin, US-amerikanischer Musiker
- 1966: Amélie Nothomb, belgische Schriftstellerin
- 1968: Paolo Di Canio, italienischer Fußballspieler
- 1969: Munkhbayar Dorjsuren, deutsch-mongolische Sportschützin, Olympiamedaillengewinnerin, Weltmeisterin
- 1969: Carlos Leal, Schweizer Schauspieler und Rapper
- 1969: Percee P, US-amerikanischer Rapper
- 1970: Ilmārs Bricis, lettischer Biathlet
- 1970: Maria Makraki, griechische Dirigentin
- 1970: Michaela Peponis, deutsche politische Beamtin
- 1971: Marc Andreessen, US-amerikanischer Gründer der Netscape Communications Corporation
- 1971: Scott Grimes, US-amerikanischer Schauspieler
- 1972: Simon Tong, britischer Musiker
- 1974: Ross Antony, britischer Fernsehmoderator, Musicaldarsteller, Musiker und Entertainer
- 1974: Adriane Rickel, deutsche Quizspielerin
- 1974: Nikola Sarcevic, schwedischer Sänger und Musiker
- 1975: Jessica Folcker, schwedische Sängerin
- 1975: Jack White, US-amerikanischer Musiker und Schauspieler

#### 1976–2000

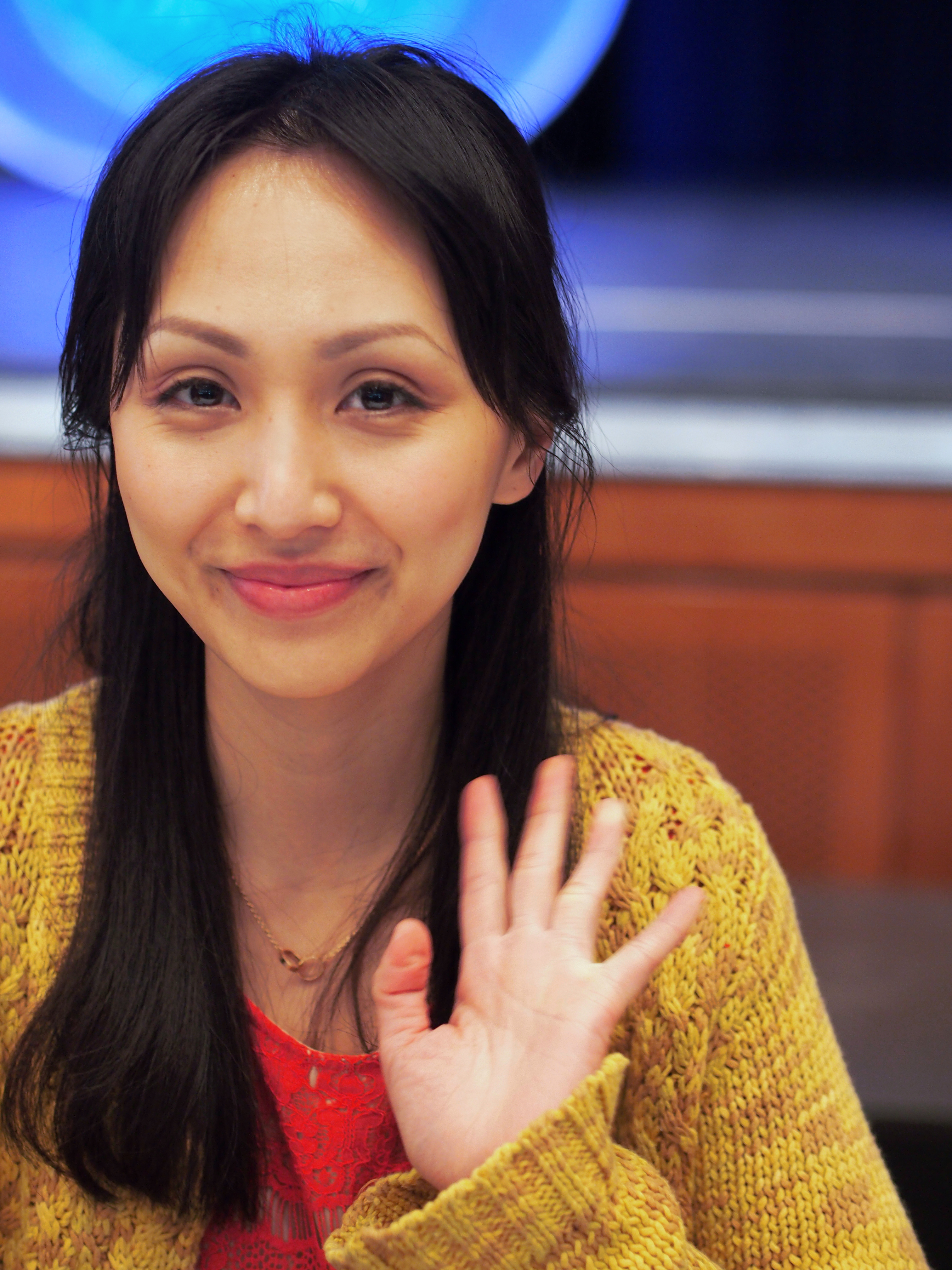
Linda Park (* 1978)

- 1976: Emmanuelle Gagliardi, Schweizer Tennisspielerin
- 1976: Sascha Tschorn, deutscher Schauspieler
- 1976: Jochem Uytdehaage, niederländischer Eisschnellläufer
- 1978: Linda Park, US-amerikanische Schauspielerin
- 1978: Mark Medlock, deutscher Sänger
- 1979: Patrice Bart-Williams, deutscher Sänger und Songwriter

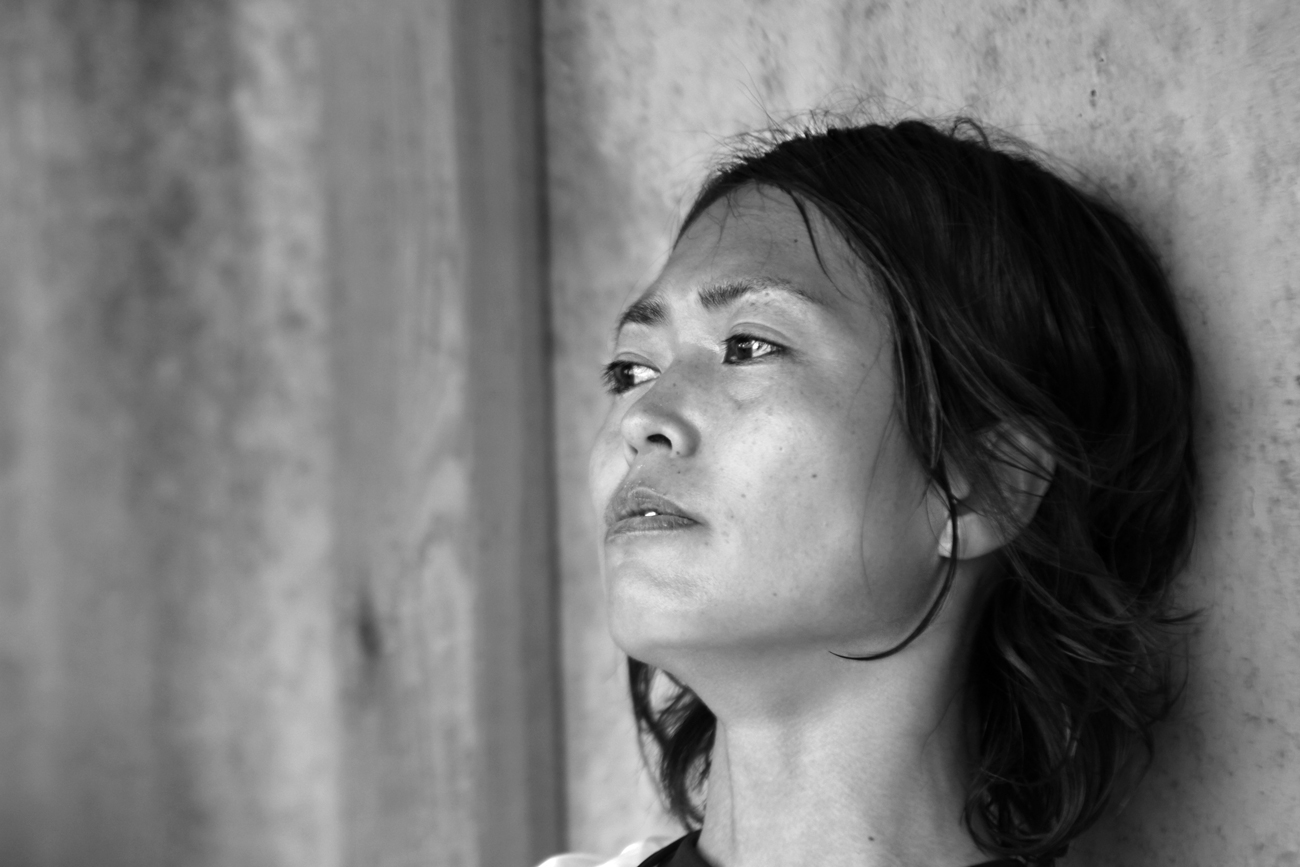
Kozue Andō (* 1982)

- 1979: Olivier Blondel, französischer Fußballspieler
- 1980: Selvin De León, belizischer Fußballspieler
- 1980: Roman Roth, deutscher Schauspieler und Sprecher
- 1981: Risto Arnaudovski, kroatisch-mazedonischer Handballspieler
- 1981: Marco Stark, deutscher Fußballspieler
- 1982: Kozue Andō, japanische Fußballspielerin
- 1982: Boštjan Cesar, slowenischer Fußballspieler

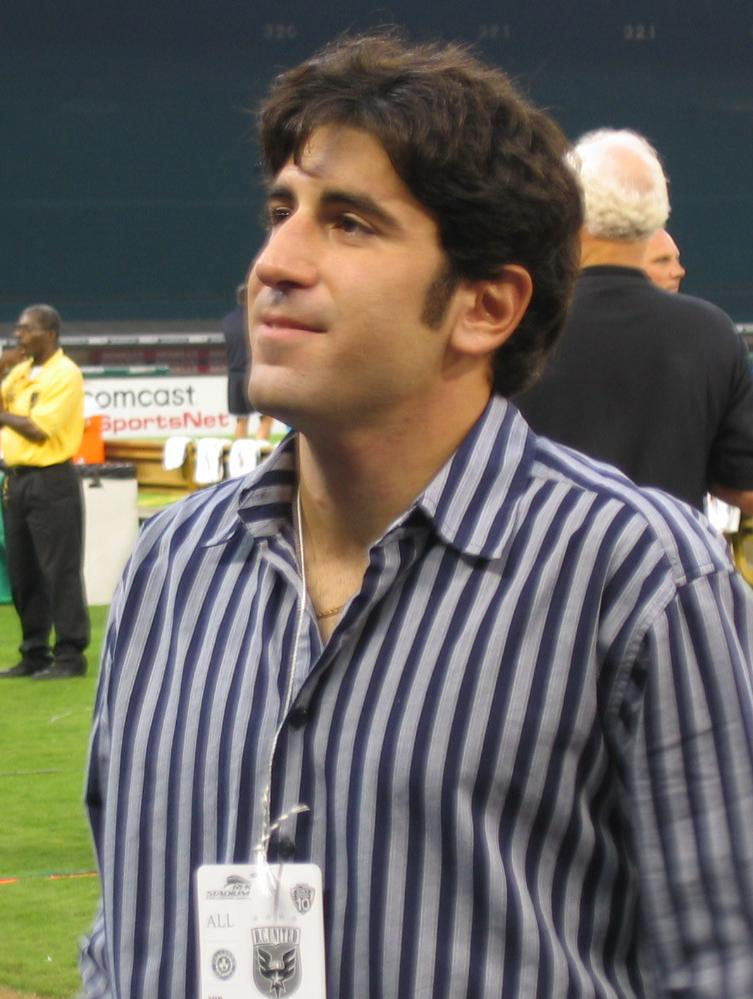
Alecko Eskandarian (* 1982)

- 1982: Alecko Eskandarian, US-amerikanischer Fußballspieler
- 1982: Toby Kebbell, britischer Schauspieler
- 1982: Sakon Yamamoto, japanischer Automobilrennfahrer
- 1984: Julius James, Fußballspieler aus Trinidad und Tobago
- 1985: Julia Hartmann, deutsche Schauspielerin
- 1985: Sonja Schöber, deutsche Schwimmerin
- 1985: Pablo Vitti, argentinischer Fußballspieler
- 1986: Željko Brkić, serbischer Fußballspieler
- 1986: Simon Dumont, US-amerikanischer Freeski-Fahrer
- 1987: Jonny Hayes, irischer Fußballspieler
- 1987: Matteo Rubin, italienischer Fußballspieler
- 1987: Butrint Vishaj, österreichisch-albanischer Fußballspieler
- 1988: Raul Rusescu, rumänischer Fußballspieler
- 1988: Christian Schwarz, deutscher Handballspieler
- 1989: Roman Koudelka, tschechischer Skispringer
- 1989: Deniz Naki, deutscher Fußballspieler
- 1989: Dani Schahin, deutscher Fußballspieler
- 1990: Fábio, brasilianischer Fußballspieler

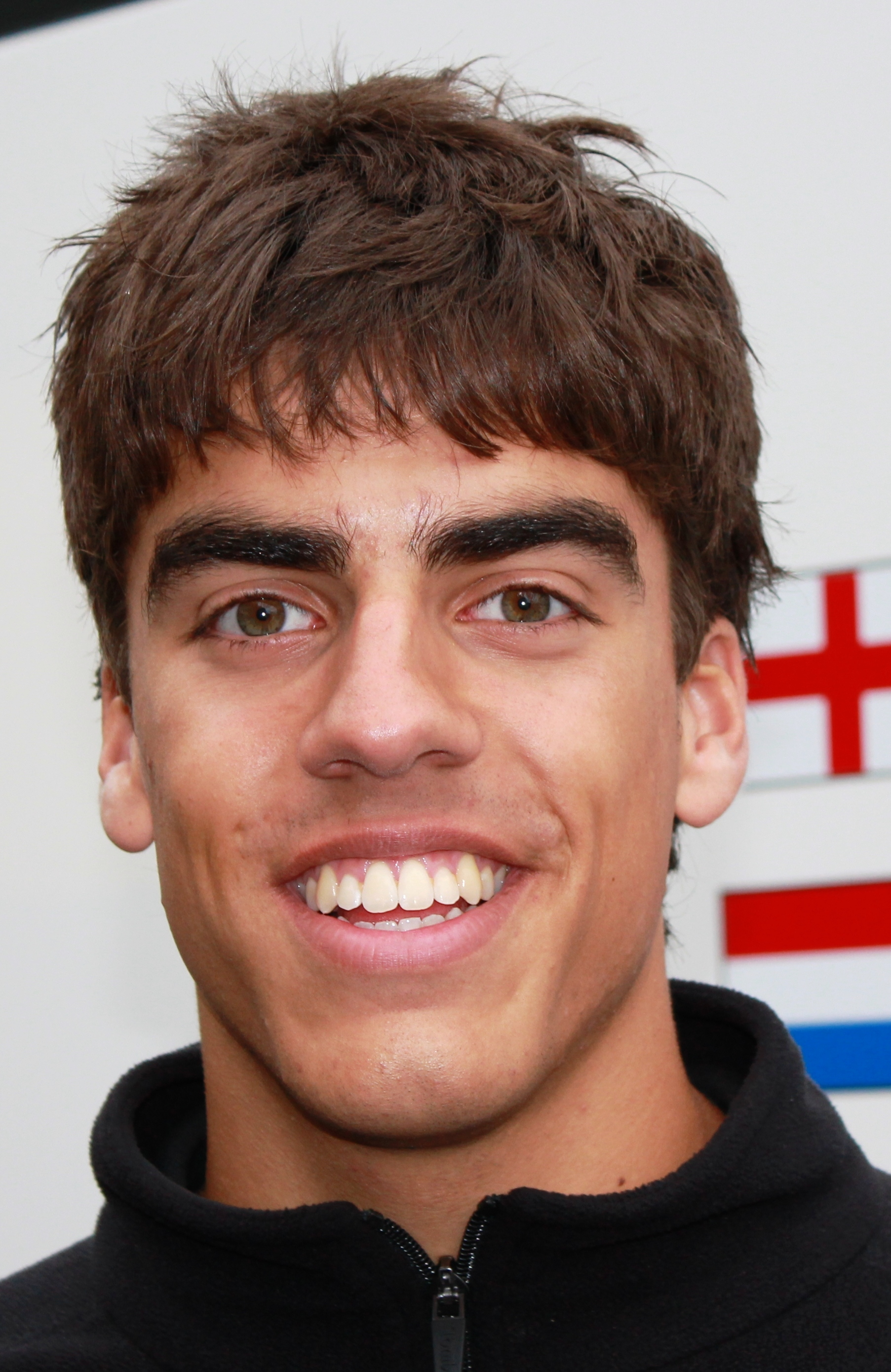
Daniël de Jong (* 1992)

- 1990: Kuba Giermaziak, polnischer Automobilrennfahrer
- 1990: Rafael, brasilianischer Fußballspieler
- 1991: Bashkim Kadrii, dänischer Fußballspieler
- 1991: Kai Michael Müller, deutscher Schauspieler
- 1991: Mitchel Musso, US-amerikanischer Schauspieler und Sänger
- 1991: Riley Reid, US-amerikanische Pornodarstellerin
- 1992: Daniël de Jong, niederländischer Automobilrennfahrer
- 1992: Jil Strüngmann, deutsche Fußballspielerin
- 1993: Oliver Milde, deutscher Handballspieler

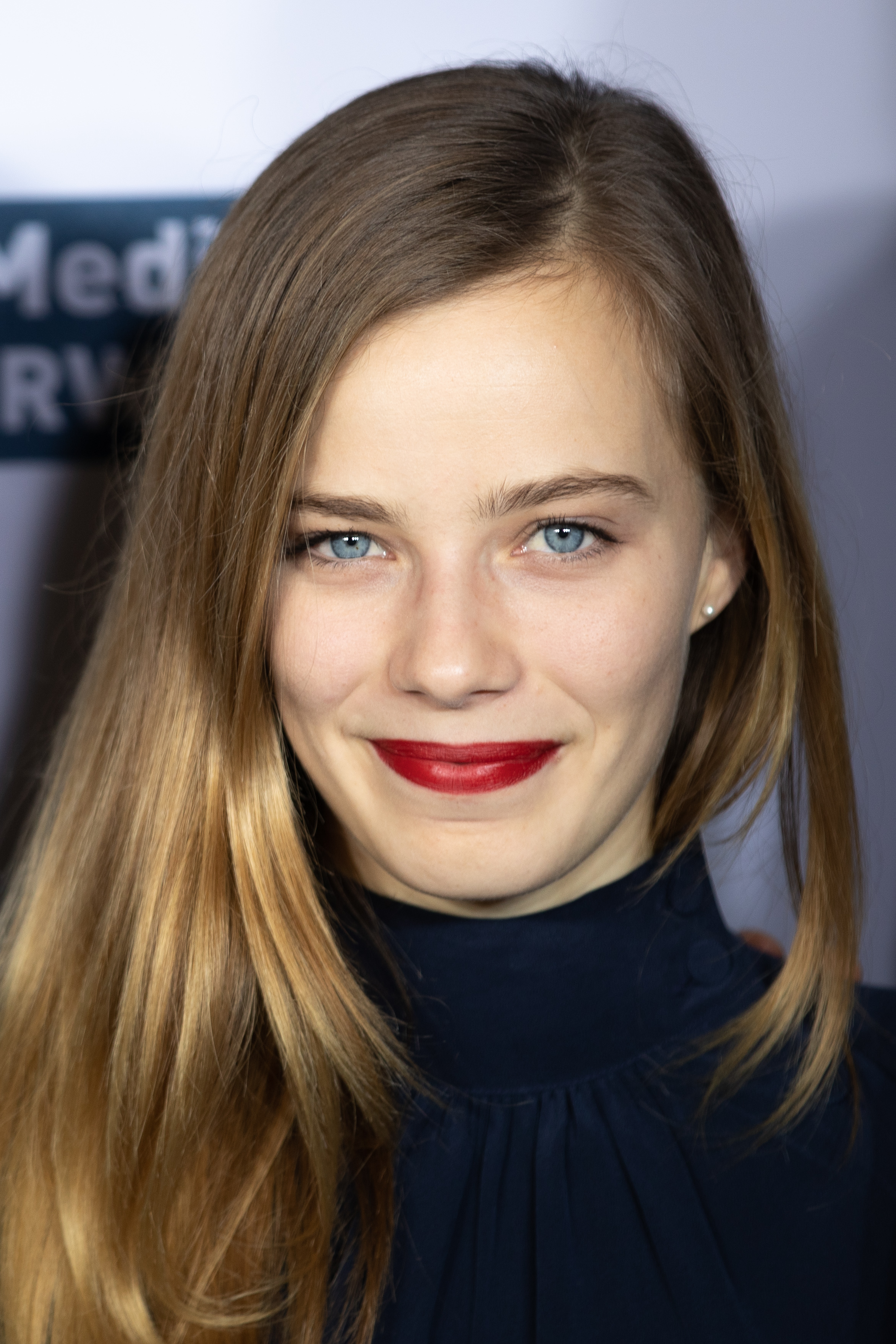
Saskia Rosendahl (* 1993)

- 1993: Kelly MissesVlog, deutsche Webvideoproduzentin
- 1993: Saskia Rosendahl, deutsche Schauspielerin
- 1993: Martin Tungevaag, norwegischer DJ und Produzent
- 1994: Hugh Carthy, britischer Radrennfahrer
- 1994: Pepe Oriola, spanischer Automobilrennfahrer
- 1994: Cornelia Roider, österreichische Skispringerin
- 1995: Georgie Henley, britische Schauspielerin
- 1995: Aaron McEneff, nordirischer Fußballspieler
- 1996: Alec Ingold, US-amerikanischer American-Football-Spieler
- 1996: Scott McMann, schottischer Fußballspieler
- 1997: Julian Alder, Schweizer Unihockeyspieler
- 1998: Lindy Ave, deutsche Leichtathletin
- 1998: Robert Capron, US-amerikanischer Schauspieler
- 1998: Harry Sweeny, australischer Radrennfahrer
- 1998: Ona Vegué, spanische Handballspielerin
- 1998: Diana Zimmer, deutsche Politikerin
- 1999: Francisco Mörth: österreichischer Skispringer

### 21. Jahrhundert
- 2001: Tom Edwards, australischer Motorradrennfahrer
- 2004: Alexander Sladek, österreichischer Filmschauspieler

## Gestorben

### Vor dem 17. Jahrhundert
- 0880: Ariwara no Narihira, japanischer Waka-Dichter und Aristokrat
- 0953: Wichfrid, Erzbischof von Köln
- 0981: Ramiro Garcés von Viguera, König von Viguera
- 1228: Stephen Langton, englischer Theologe, Kardinal und Erzbischof von Canterbury
- 1231: Heinrich II. von Dischingen, Fürstbischof von Eichstätt
- 1270: István Báncsa, Erzbischof von Esztergom

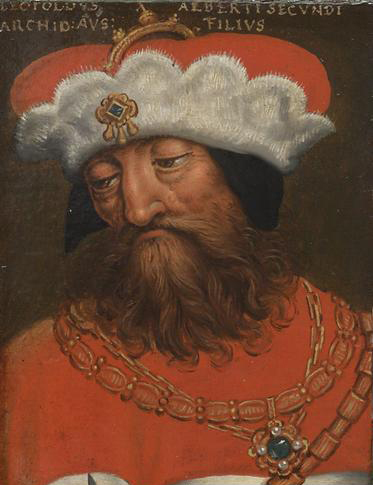
Leopold III. von Habsburg († 1386)

- 1386: Leopold III. von Habsburg, Herzog von Österreich, der Steiermark und Kärnten
- 1386: Arnold Winkelried, Schweizer Nationalheld
- 1394: Nikolaus III., Herzog von Troppau und Leobschütz
- 1437: Johanna von Navarra, französische Adlige, Herzogin der Bretagne, Königin von England
- 1474: Isotta degli Atti, italienische Fürstin
- 1521: Raffaele Riario, italienischer Kardinal und Kunstmäzen
- 1539: Adrian Fortescue, englischer Ritter und Märtyrer
- 1561: Sebald Heyden, deutscher Kantor, Schulleiter und geistlicher Dichter

### 17. und 18. Jahrhundert
- 1608: Lucas Bacmeister, deutscher lutherischer Theologe und Kirchenliedkomponist
- 1613: Jacob Spengler: Bürgermeister von St. Gallen
- 1654: Ferdinand IV., König des Heiligen Römischen Reiches, König von Böhmen, König von Ungarn
- 1661: Friedrich von Pfalz-Zweibrücken, Pfalzgraf und Herzog von Pfalz-Zweibrücken
- 1672: Daniel Colonius der Jüngere, niederländischer Rechtswissenschaftler
- 1673: Johann Rudolph Ahle, deutscher Komponist, Organist, Dichter und Kirchenmusiker
- 1677: Angelus Silesius, deutscher religiöser Dichter des Barock
- 1680: Franz Leopold von Sternberg, böhmischer Adliger und Staatsmann

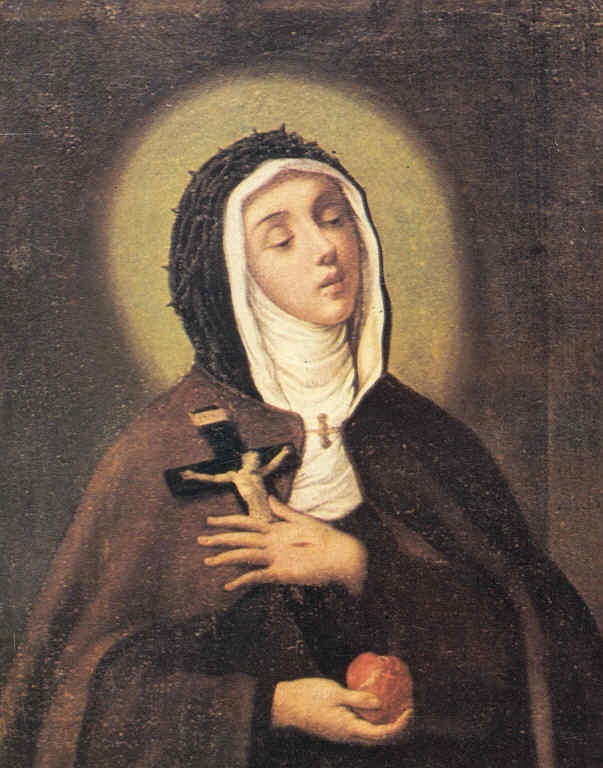
Veronica Giuliani († 1727)

- 1697: Paolo Anesi, italienischer Landschaftsmaler
- 1704: Hermann Otto II. von Limburg-Styrum, kaiserlicher Generalfeldmarschall
- 1709: Christopher Slaughterford, erste Person in England, die nur aufgrund von Indizien verurteilt und hingerichtet wurde
- 1727: Veronica Giuliani, italienische Nonne und Heilige der katholischen Kirche
- 1730: Issachar Berend Lehmann, deutscher Bankier, Münzagent, Heereslieferant und Verhandlungsdiplomat
- 1731: Johanna Sophie von Anhalt, Äbtissin von Mosigkau
- 1737: Gian Gastone de’ Medici, letzter Großherzog der Toskana aus dem Hause Medici
- 1744: Kasper Niesiecki, polnischer Jesuit und Heraldiker
- 1746: Philipp V., König von Spanien

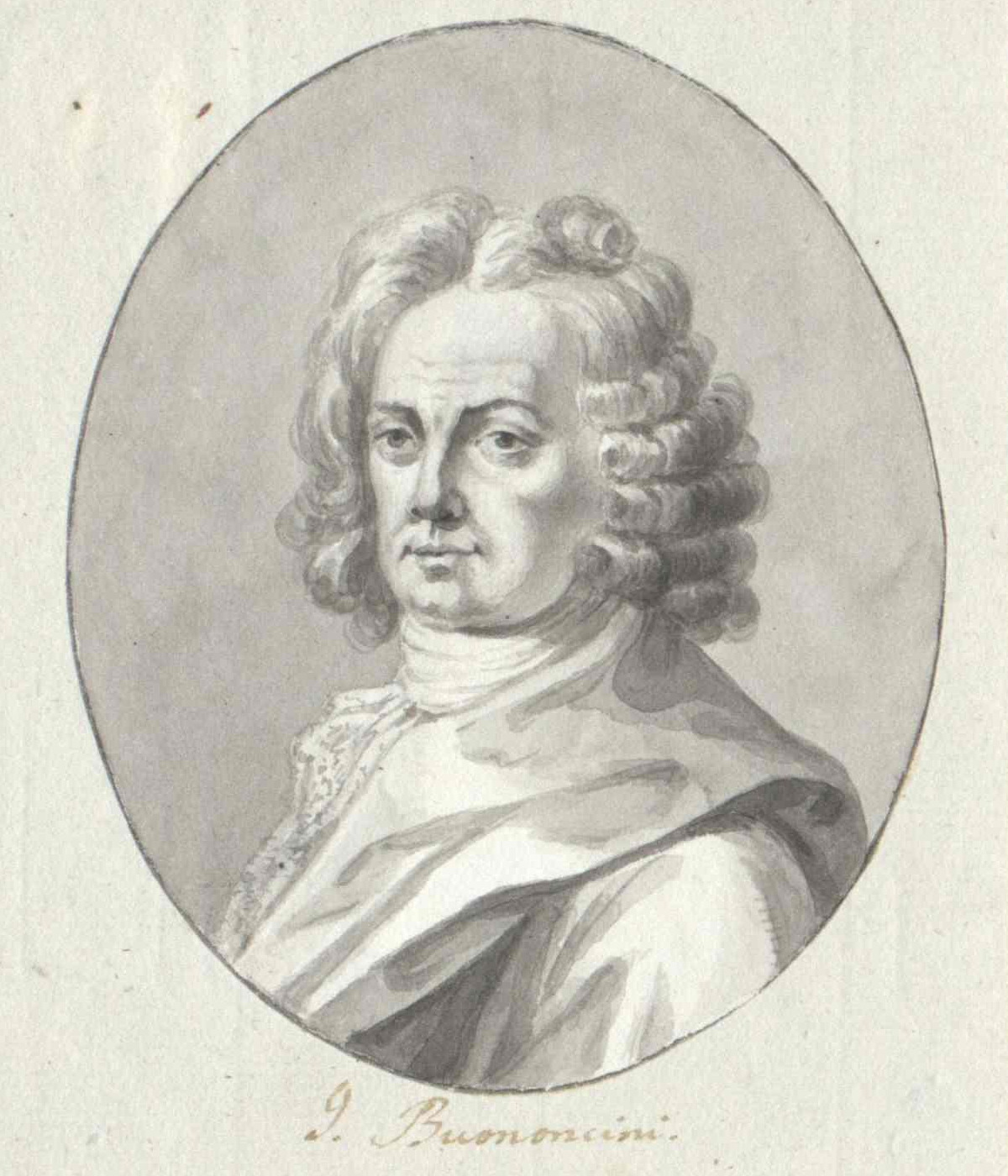
Giovanni Bononcini († 1747)

- 1747: Giovanni Bononcini, italienischer Violoncellospieler und Komponist
- 1755: Daniel Liénard de Beaujeu, französischer Offizier in Neufrankreich
- 1755: Gottlob Harrer, deutscher Komponist und Thomaskantor
- 1764: James Ogilvy, 5. Earl of Findlater, schottisch-britischer Peer und Politiker
- 1765: Caspar König, deutscher Orgelbauer
- 1766: Jonathan Mayhew, britisch-nordamerikanischer unitarischer Theologe und politischer Autor
- 1787: William Irvine, schottischer Chemiker
- 1797: Edmund Burke, englischer Schriftsteller, Staatsphilosoph und Politiker

### 19. Jahrhundert
- 1823: James McClurg, US-amerikanischer Arzt und Politiker
- 1827: Josef Malinský, tschechischer Bildhauer und Schnitzer

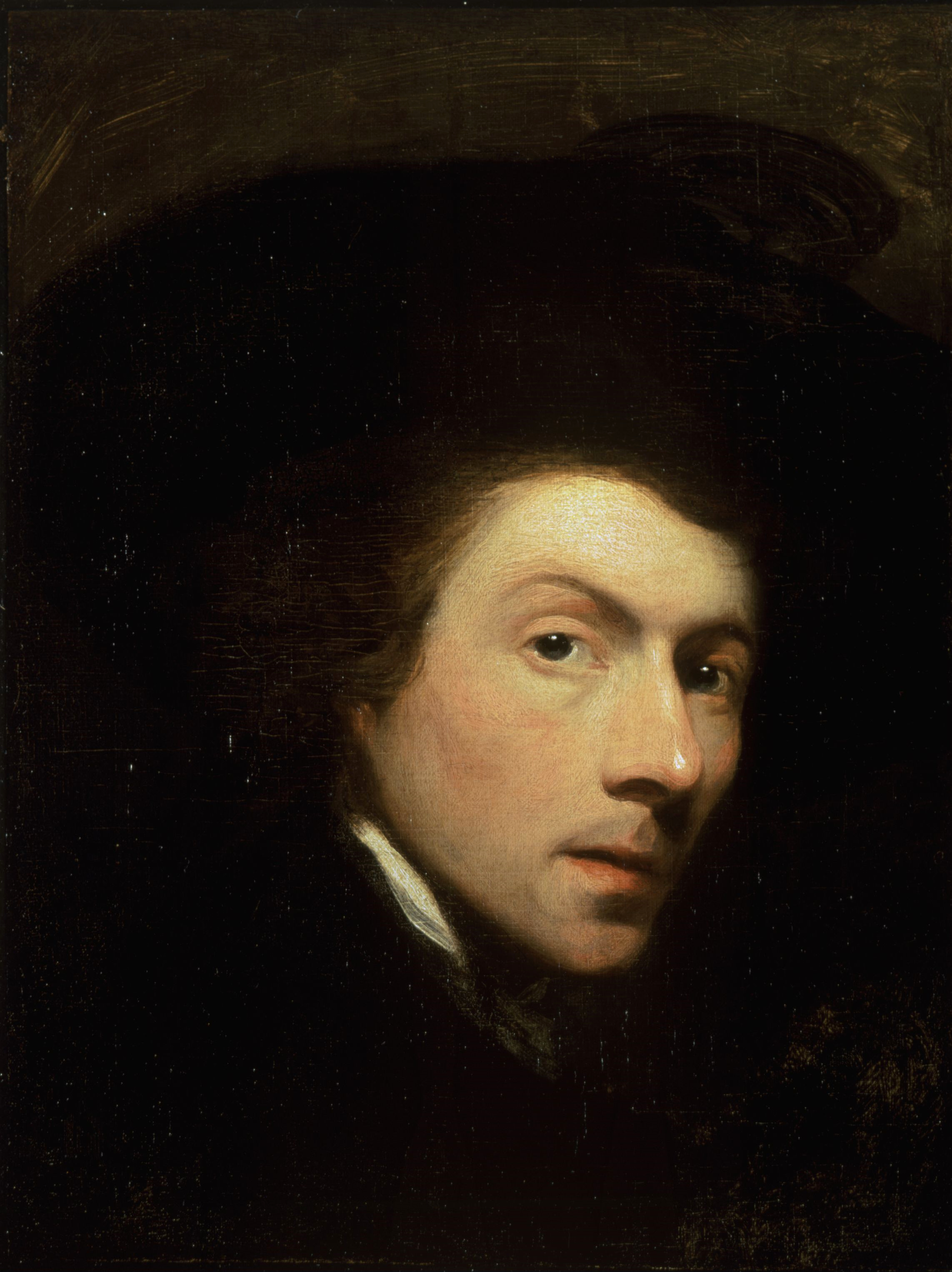
Gilbert Stuart († 1828)

- 1828: Gilbert Stuart, US-amerikanischer Maler
- 1829: Cay Werner von Ahlefeldt, deutscher Verwaltungsjurist in dänischen Diensten
- 1834: Michael Seymour, britischer Marineoffizier
- 1838: Robert Grant, britischer Politiker, Gouverneur von Bombay
- 1843: Washington Allston, US-amerikanischer Maler und Dichter

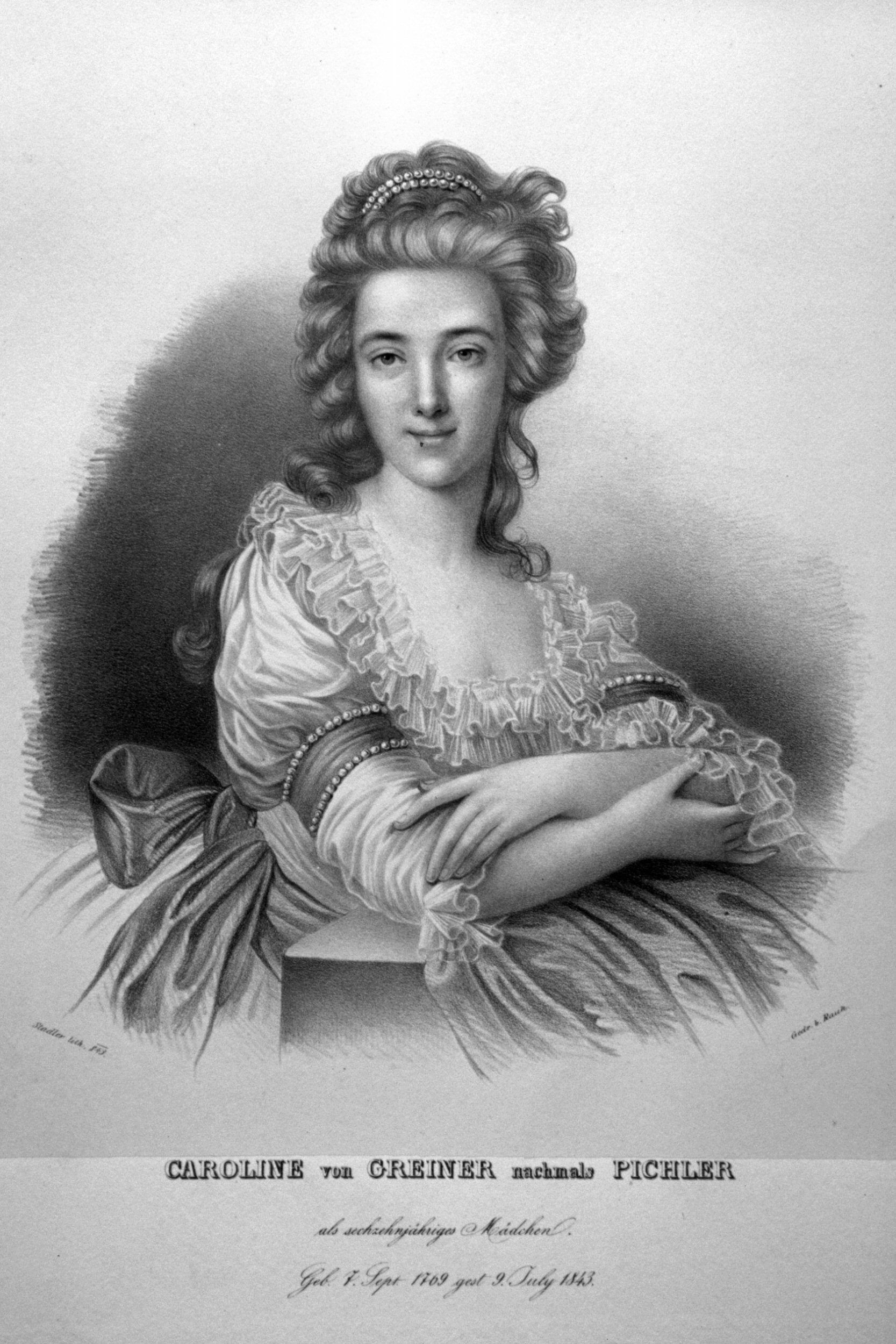
Karoline Pichler († 1843)

- 1843: Caroline Pichler, österreichische Schriftstellerin
- 1850: Bab, iranischer Religionsstifter (Babismus)
- 1850: Jean-Pierre Boyer, haitianischer Politiker, Staatspräsident
- 1850: Zachary Taylor, US-amerikanischer Offizier und Politiker, Staatspräsident
- 1856: Amedeo Avogadro, italienischer Physiker und Chemiker
- 1857: Jakob Cederström, schwedischer General und Politiker
- 1863: Christian Friedrich von Stockmar, deutscher Arzt und Staatsmann
- 1871: Philipp August von Amsberg, deutscher Generaldirektor der Herzoglich Braunschweig-Lüneburgischen Eisenbahnen
- 1875: Christian Ruben, deutscher Maler
- 1879: Georg Aenotheus Koch, deutscher Altphilologe und Lexikograf
- 1880: Paul Broca, französischer Anthropologe und Arzt
- 1888: Basil Ferdinand Curti, Schweizer Jurist und Politiker
- 1888: George Robert Gleig, schottischer Schriftsteller und Soldat
- 1895: Luis Bográn Barahona, honduranischer Politiker, Minister, Staatspräsident
- 1895: Sophie von Todesco, österreichische Salonnière
- 1899: Heinrich von Achenbach, deutscher Jurist und Politiker, MdL, preußischer Minister, MdR, Oberpräsident von Westpreußen und Brandenburg

### 20. Jahrhundert

#### 1901–1950

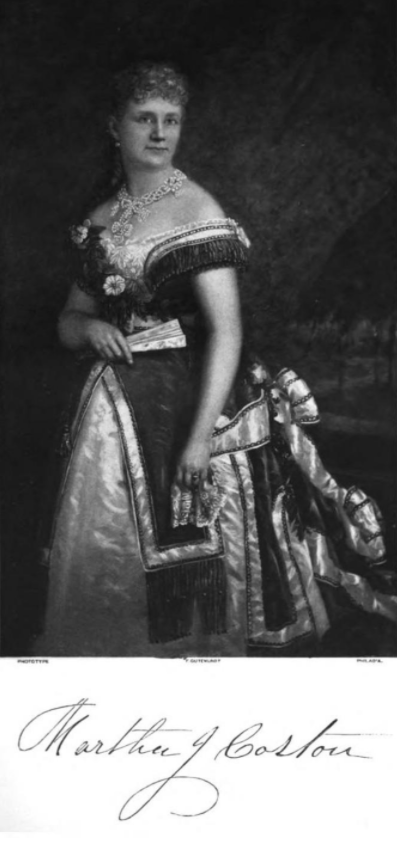
Martha Coston († 1904)

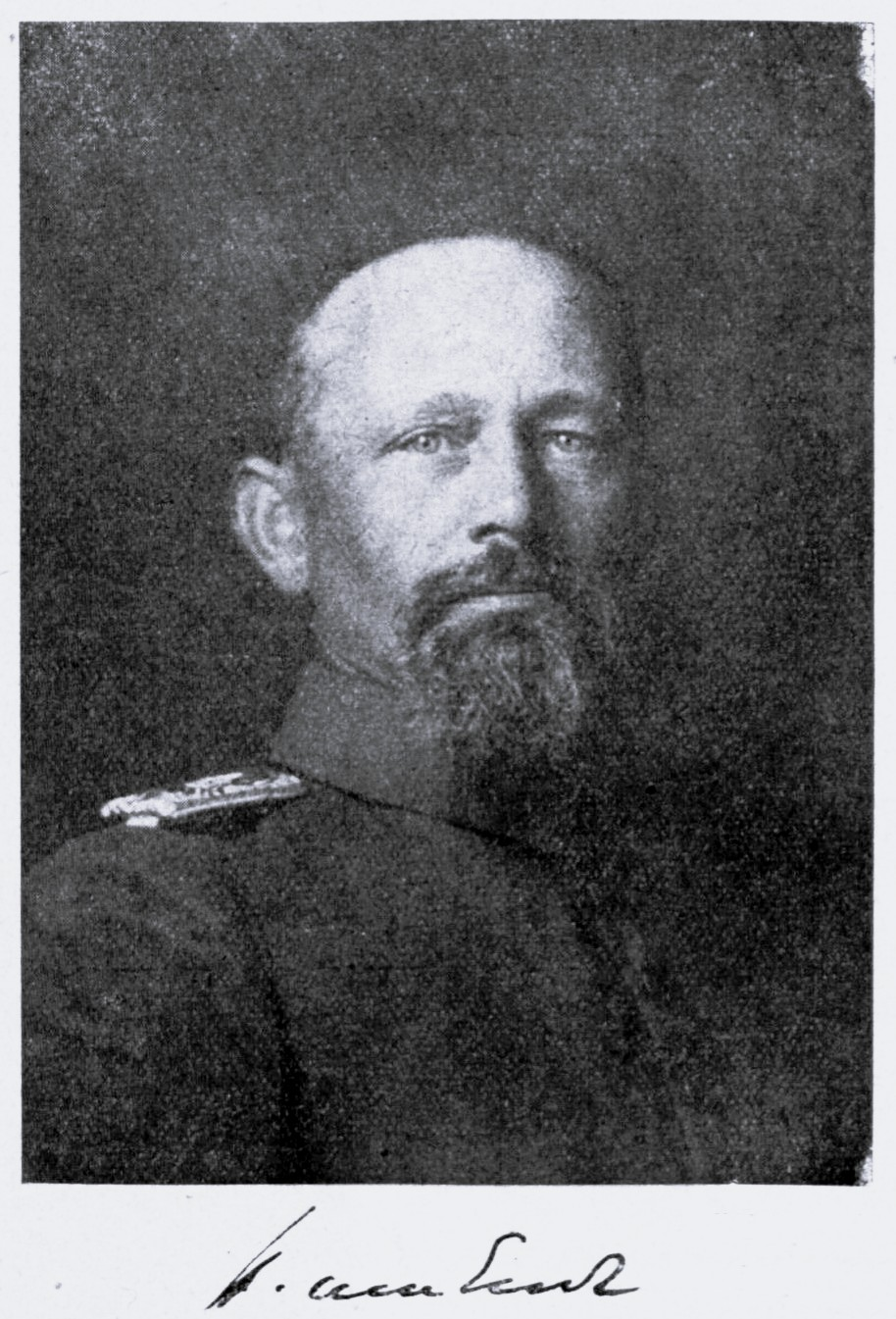
Hans am Ende († 1918)

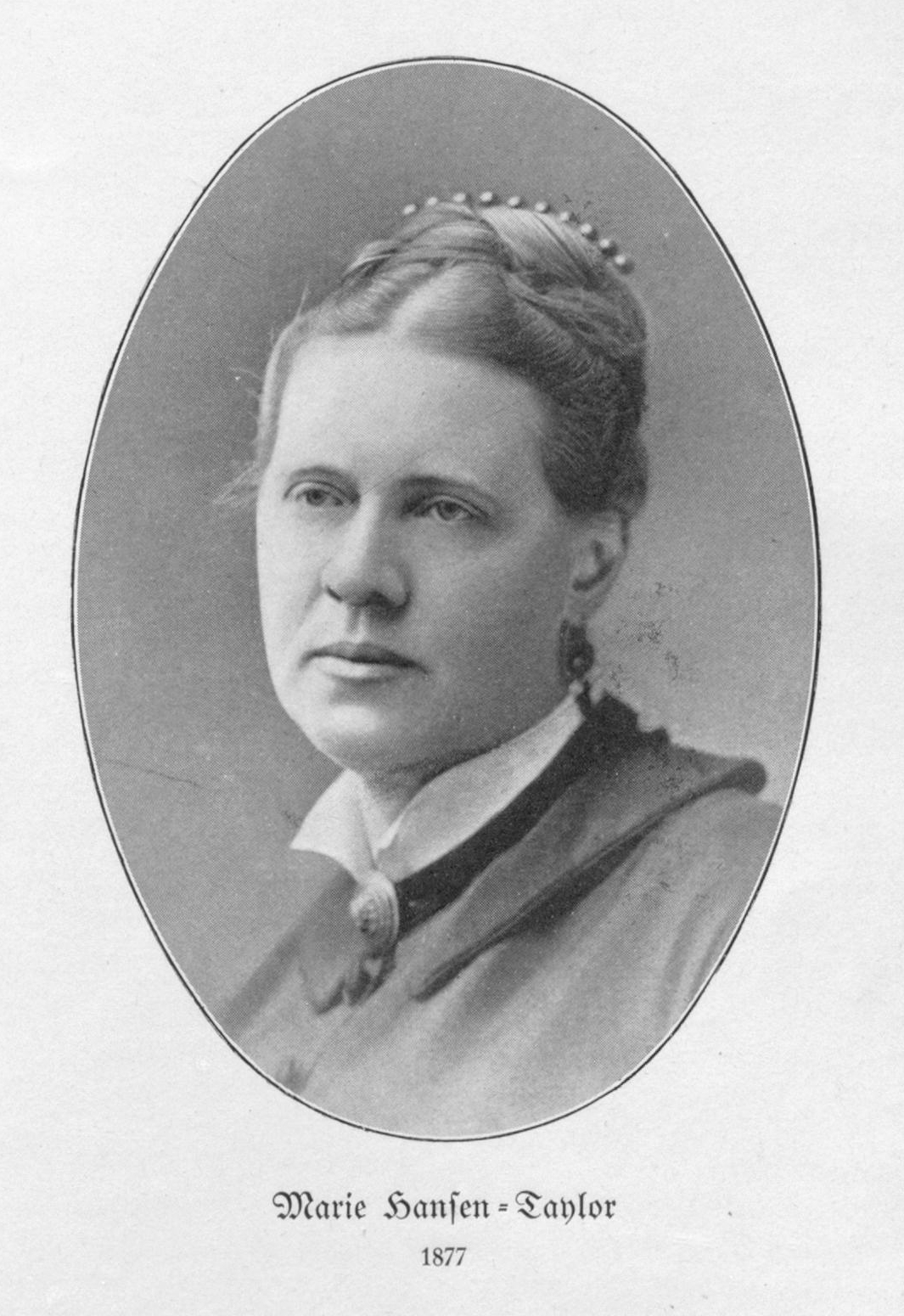
Marie Hansen-Taylor († 1925)

- 1902: Mark Matwejewitsch Antokolski, russischer Bildhauer
- 1904ː Martha Coston, amerikanische Erfinderin und Geschäftsfrau
- 1906: Henry Cullen Adams, US-amerikanischer Politiker
- 1916: Adolf zu Schaumburg-Lippe, deutscher Prinz aus dem Hause Schaumburg-Lippe und preußischer General
- 1917: Wilhelm Langheld, deutscher Offizier
- 1918: Hans am Ende, deutscher Maler
- 1922: Mori Ōgai, japanischer Arzt, Romanautor und Übersetzer
- 1925ː Marie Hansen-Taylor, deutsch-amerikanische Übersetzerin und Schriftstellerin
- 1925: Albert Jütz, Schweizer Volksmusikant
- 1932: King Camp Gillette, US-amerikanischer Unternehmer und Erfinder der Rasierklinge
- 1938: H. Benne Henton, US-amerikanischer Saxophonist
- 1939: Louis Disbrow, US-amerikanischer Automobilrennfahrer
- 1939ː Maria Koszutska, polnische Politikerin, Lehrerin und Funktionärin im Zentralkomitee der Kommunistischen Partei Polens
- 1941: Carl Friedrich von Siemens, deutscher Industrieller und Politiker, MdR
- 1942: Kelly Harrell, US-amerikanischer Old-Time-Musiker
- 1942: Max Hans Kühne, deutscher Architekt
- 1943: Clifford Beers, US-amerikanischer Mitbegründer der amerikanischen Psychiatriereform-Bewegung, Vorläufer von Mental Health America
- 1943ː Alida de Jong, niederländische Kommunalpolitikerin und Gewerkschafterin, Holocaustopfer
- 1944: Alfred Forke, deutscher Sinologe
- 1947: Otto Ampferer, österreichischer Alpinist und Geologe
- 1947: Beatrice Cave-Browne-Cave, britische Mathematikerin und Raumfahrtingenieurin
- 1948: James Baskett, US-amerikanischer Schauspieler
- 1948: Heinrich Landrock, deutscher Ruderer
- 1949: Fritz Hart, britischer Komponist

#### 1951–2000
- 1951: Jørgen Bentzon, dänischer Komponist
- 1951: Hans Hauschulz, deutscher Politiker und Parteifunktionär
- 1952: Max Clarenbach, deutscher Maler der Düsseldorfer Malerschule
- 1955: Don Beauman, britischer Automobilrennfahrer

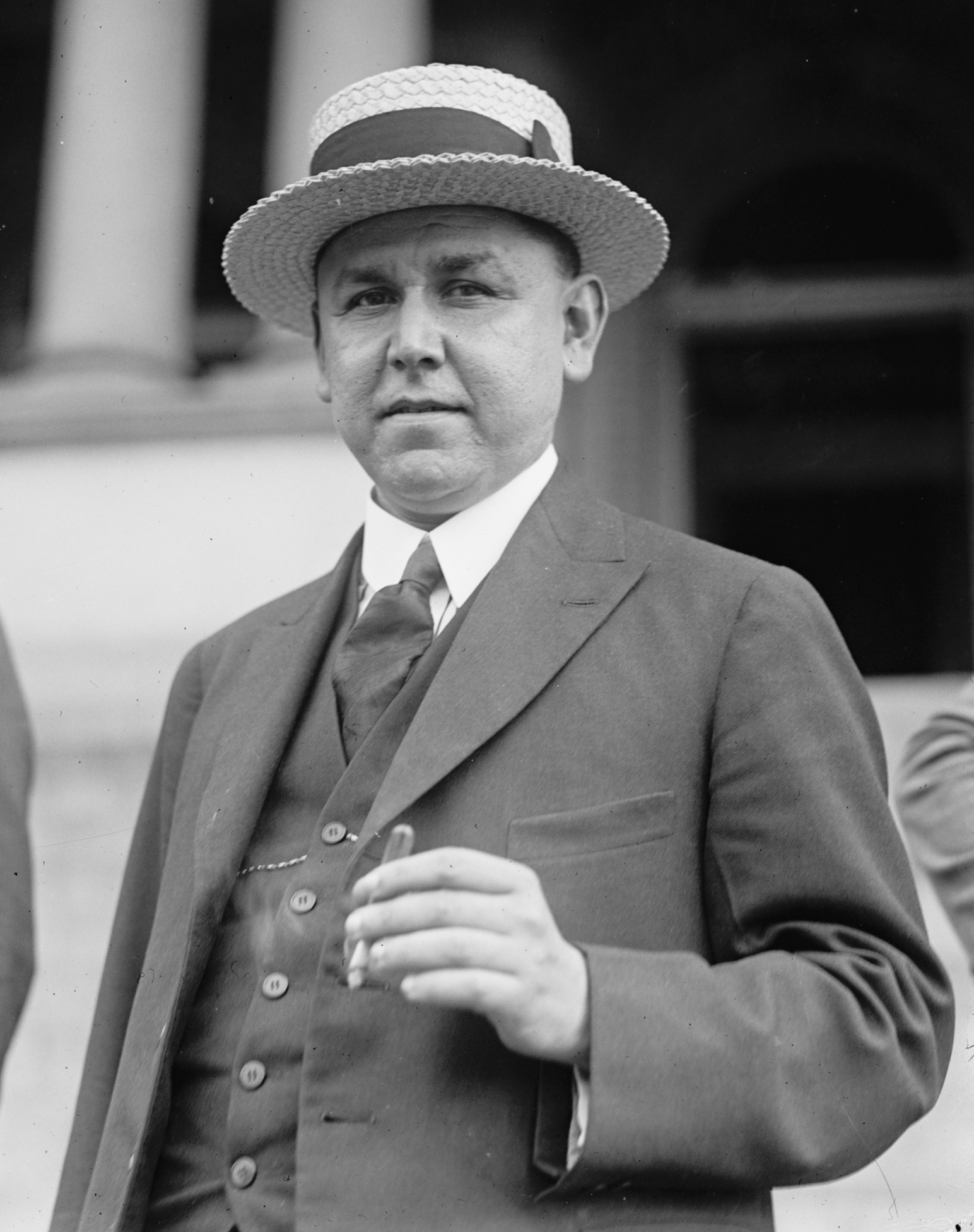
Adolfo de la Huerta († 1955)

- 1955: Adolfo de la Huerta, mexikanischer Politiker, Minister, Staatspräsident
- 1957: Alexander Fjodorowitsch Goedicke, russischer Musiker und Komponist
- 1958: Gabriel Scott, norwegischer Schriftsteller
- 1959: Karl Diedrichsen, deutscher Politiker, MdB
- 1960: Edward Burlingame Hill, US-amerikanischer Komponist
- 1960: Walter Scharwenka, deutscher Komponist
- 1961: Hans Rudolf Theodor Schubert, preußischer Staatsarchivar und Historiker
- 1962: Georges Bataille, französischer Schriftsteller, Soziologe und Philosoph
- 1962: Quentin Maclean, englisch-kanadischer Organist, Komponist und Musikpädagoge
- 1964: Gordon Hendy, britischer Automobilrennfahrer
- 1965: Louis Harold Gray, britischer Physiker und Radiologe sowie Begründer der Radiobiologie
- 1966: Rudolf von Gutmann, österreichisch-kanadischer Unternehmer, Bankier und Kunstsammler
- 1967: Eugen Fischer, deutscher Mediziner, Anthropologe und Rassenhygieniker
- 1967: Fadhma Aït Mansour, algerische Sängerin
- 1967: Stefan Bolesław Poradowski, polnischer Komponist
- 1968: Vardis Fisher, US-amerikanischer Schriftsteller
- 1971: Karl Ast, estnischer Schriftsteller und Politiker
- 1971: Günter Bartusch, deutscher Motorradrennfahrer
- 1972: Franz Pfender, deutscher Politiker, MdL, MdB
- 1973: Hans Bols, deutscher Politiker, MdL
- 1974: Earl Warren, US-amerikanischer Jurist und Politiker, Oberster Richter der Vereinigten Staaten
- 1975: Franz Six, deutscher SS-General, Einsatzgruppenleiter, Beteiligter am Holocaust, Kriegsverbrecher
- 1976: Walter Scheidt, deutscher Eugeniker und Anthropologe

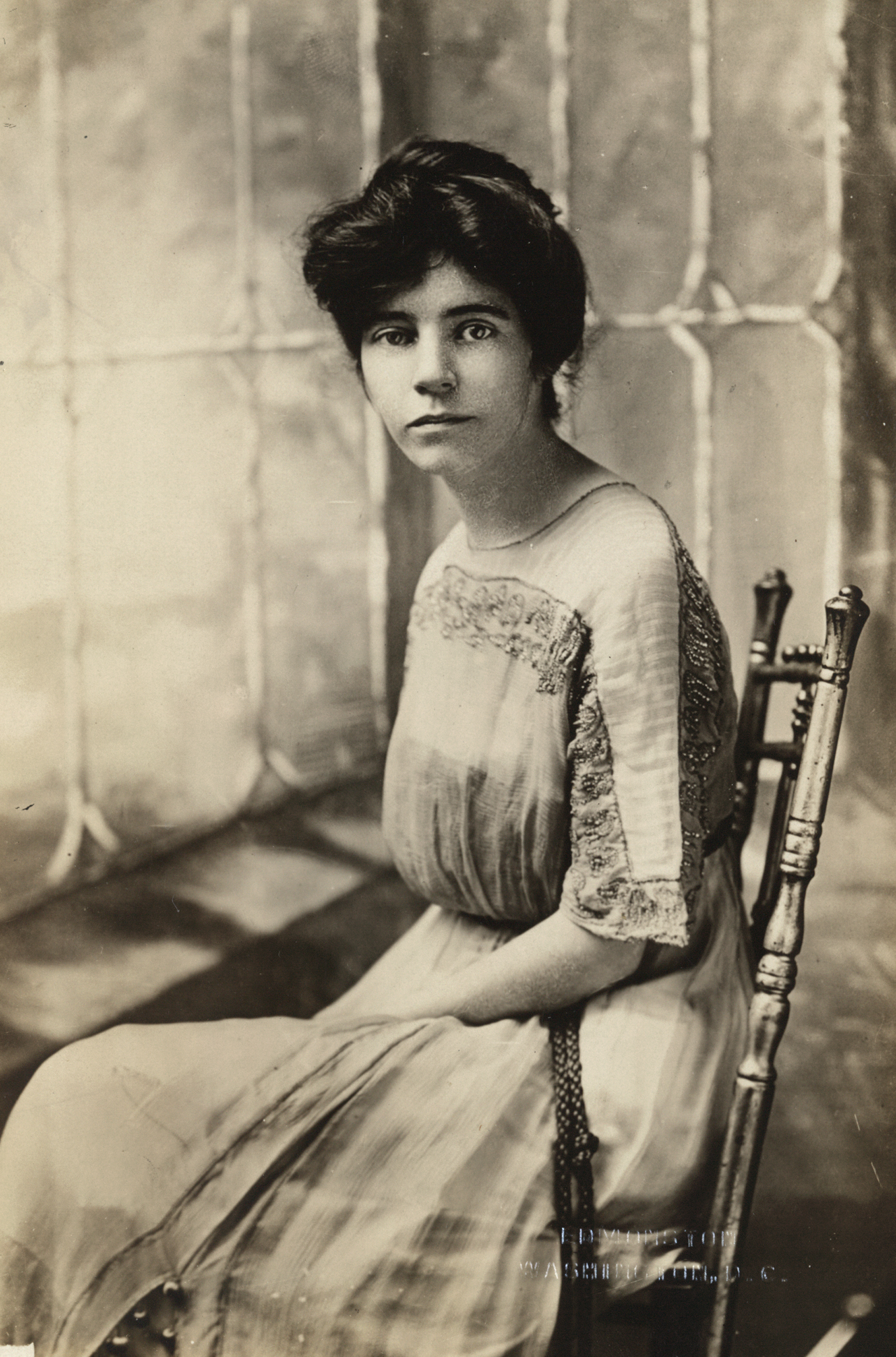
Alice Paul († 1977)

- 1977: Alice Paul, US-amerikanische Suffragette und Feministin
- 1978: Stere Adamache, rumänischer Fußballspieler
- 1978: Otto Mörike, deutscher lutherischer Pfarrer der Bekennenden Kirche, Widerstandskämpfer und Gerechter unter den Völkern
- 1978: Herbert Post, deutscher Schriftkünstler, Typograf und Buchgestalter
- 1979: Adolphus Peter Elkin, australischer Ethnologe, Anthropologe und Linguist
- 1980: Jorge Délano Frederick, chilenischer Maler, Karikaturist, Regisseur und Drehbuchautor
- 1980: Vinícius de Moraes, brasilianischer Dichter
- 1981: Willi Beuster, deutscher Politiker, MdB
- 1981: Hermann Weinkauff, deutscher Jurist, erster Präsident des Bundesgerichtshofs
- 1982: Wingy Manone, US-amerikanischer Jazz-Trompeter, -Sänger und -Bandleader
- 1982: Kai Warner, deutscher Bandleader
- 1984: Randall Thompson, US-amerikanischer Komponist und Musikpädagoge
- 1985: Milo Cipra, bosnisch-kroatischer Komponist und Hochschullehrer
- 1985: Jimmy Kinnon, Gründer von Narcotics Anonymous
- 1985: Margaret Molesworth, australische Tennisspielerin
- 1986: Karl Heinz Beckurts, deutscher Physiker und Manager
- 1986: Boris Sergejewitsch Maisel, russischer Komponist
- 1987: Rudolf Lenz, österreichischer Schauspieler
- 1989: Călin Gruia, rumänischer Schriftsteller
- 1991: José Salazar López, mexikanischer Geistlicher, Bischof von Zamora, Erzbischof von Guadalajara, Kardinal
- 1993: Jillert Cammenga, niederländischer Komponist, Arrangeur und Dirigent
- 1996: Jason Thirsk, US-amerikanischen Bassist (Pennywise)
- 1999: Karl Adam, deutscher Fußballspieler
- 2000: Herbert Hunger, österreichischer Byzantinist

### 21. Jahrhundert
- 2002: Magnus von Platen, schwedischer Literaturwissenschaftler
- 2002: Rod Steiger, US-amerikanischer Schauspieler
- 2003: Franz Fassbind, Schweizer Schriftsteller und Komponist
- 2003: Rémy Schläppy, Schweizer Lehrer und Politiker
- 2003: Tassilo Tröscher, deutscher Politiker, Hessischer Minister für Landwirtschaft und Forsten
- 2004: Paul Klebnikov, US-amerikanischer Journalist
- 2004: Jürgen Fuhrmann, deutscher Fußballspieler
- 2005: Schuaneh Ghaderi, iranischer Oppositioneller
- 2005: Kevin Hagen, US-amerikanischer Schauspieler
- 2008: David Paul Ausubel, US-amerikanischer Pädagoge, Lerntheoretiker und Hochschullehrer
- 2009: Werner Hoppe, deutscher Rechtswissenschaftler und Rechtsanwalt
- 2010: Jessica Anderson, australische Schriftstellerin
- 2010: Hermann Kronseder, deutscher Unternehmer
- 2011: Michael Burston, britischer Rockgitarrist
- 2011: Ernst Pfiffner, Schweizer Komponist
- 2013: Anton Wladimirowitsch Antonow-Owsejenko, russischer Historiker und Dissident
- 2013: Willi Bergmeister, deutscher Automobilrennfahrer
- 2014: Torsten Capelle, deutscher Ur- und Frühgeschichtler

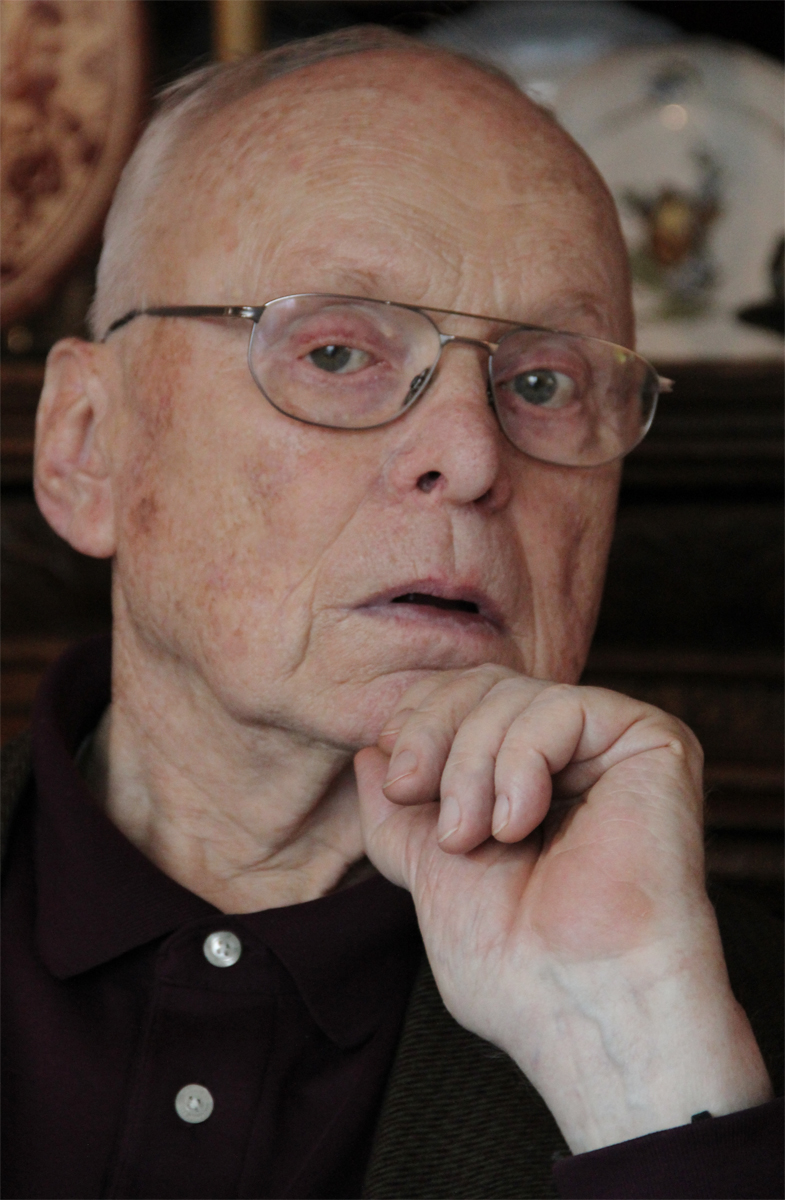
Hugo Niebeling († 2016)

- 2014: Heimar Fischer-Gaaden, deutscher Maler
- 2015: Josef Hopferwieser, österreichischer Opernsänger
- 2015: Frank Möbus, deutscher Literaturwissenschaftler und Schriftsteller
- 2016: Víctor Barrio, spanischer Torero

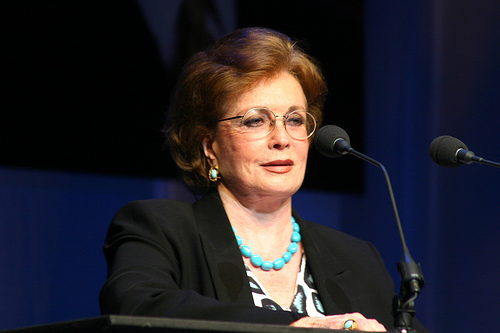
Dschihan as-Sadat († 2021)

- 2016: Hugo Niebeling, deutscher Regisseur und Filmemacher
- 2017ː Miep Diekmann, niederländische Kinderbuchautorin
- 2017: Gene Brucker, US-amerikanischer Kunsthistoriker
- 2017: Anton Borissowitsch Nossik, russischer Journalist
- 2018: Peter Carington, 6. Baron Carrington, britischer Politiker
- 2018: Hans Günter Winkler, deutscher Springreiter
- 2019: Rip Torn, US-amerikanischer Schauspieler
- 2019: Fernando de la Rúa, argentinischer Politiker
- 2020: Antonio Krastew, bulgarischer Gewichtheber
- 2020: Park Won-soon, südkoreanischer Jurist und Politiker
- 2021: Ngaire Galloway, neuseeländische Schwimmerin
- 2021: Dschihan as-Sadat, ägyptische First Lady und Bürgerrechtlerin
- 2021: Gian Franco Kasper, Schweizer Sportfunktionär
- 2022: Juan Roca, kubanischer Basketballspieler
- 2025ː Ioana Bulcă, rumänische Schauspielerin

## Feier- und Gedenktage
- Kirchliche Gedenktage
  - Georg Neumark, deutscher Liederdichter (evangelisch)
  - Hl. Agilolf von Köln, Abt und Bischof (römisch-katholisch)
  - Veronica Giuliani, italienische Heilige und Mystikerin (römisch-katholisch)
- Namenstage
  - Dietrich, Dirk, Thilo, Theodor, Eleonore, Frauke, Hermine, Veronika
- Staatlicher Feier- und Gedenktag
  - Argentinien: Anerkennung der Unabhängigkeit von Spanien (1816)

Weitere Einträge enthält die Liste von Gedenk- und Aktionstagen.

## Sonstiges
- Nueve-de-Julio-Gletscher (von spanisch nueve de julio ‚9. Juli‘), Gletscher im Grahamland, Antarktika